# 2021年アメリカ合衆国議会議事堂襲撃事件
2021年アメリカ合衆国議会議事堂襲撃事件（2021ねんアメリカがっしゅうこくぎかいぎじどうしゅうげきじけん、英: January 6 United States Capitol attack）は、2021年1月6日にアメリカ合衆国で起きた政治的な暴動事件。当時の同国大統領であったドナルド・トランプの支持者らが「2020年のアメリカ合衆国大統領選挙で選挙不正があった」として、アメリカ合衆国議会（連邦議会）が開かれていた議事堂を襲撃した。議事堂では、前年の大統領選挙に基づく各州の選挙人の投票結果を認定し、選挙に勝利したジョー・バイデンが次期大統領に就任することを正式に確定しようとしていた最中であった。議事は中断され、議会機能が一時的に喪失した（上院が5時間53分、下院が6時間42分）。
トランプ支持者などによるこの行動は反乱・騒乱罪・自国産テロリズムであるとされており、いくつかのニュース記事にはこの事件がトランプによる未遂のクーデターまたは自主クーデターであると報道している。この議会議事堂襲撃事件は、1812年戦争のワシントン焼き討ち（1814年）以来アメリカ史上初めて連邦議会議事堂が攻撃を受けて占拠された事件である。1月下旬の段階で司法省は議事堂に侵入した者は約800人程だと推定している。退役軍人も参加している民兵による関与が確認されており、2月下旬までに少なくとも31人の関係者が逮捕され、また現役の軍人も参加していたことがアメリカ国防総省により裏付けられている。逮捕者の大半は男性で、出身地はワシントン特別区と全米45州に渡り、平均年齢は約40歳。事件を受けてトランプは1月7日夜に投稿した動画で「整然とした」政権移行を約束。前年の選挙についての事実上の敗北宣言と受け止められている。

## 背景

### トランプ支持者の抗議集会と連邦議事堂への行進

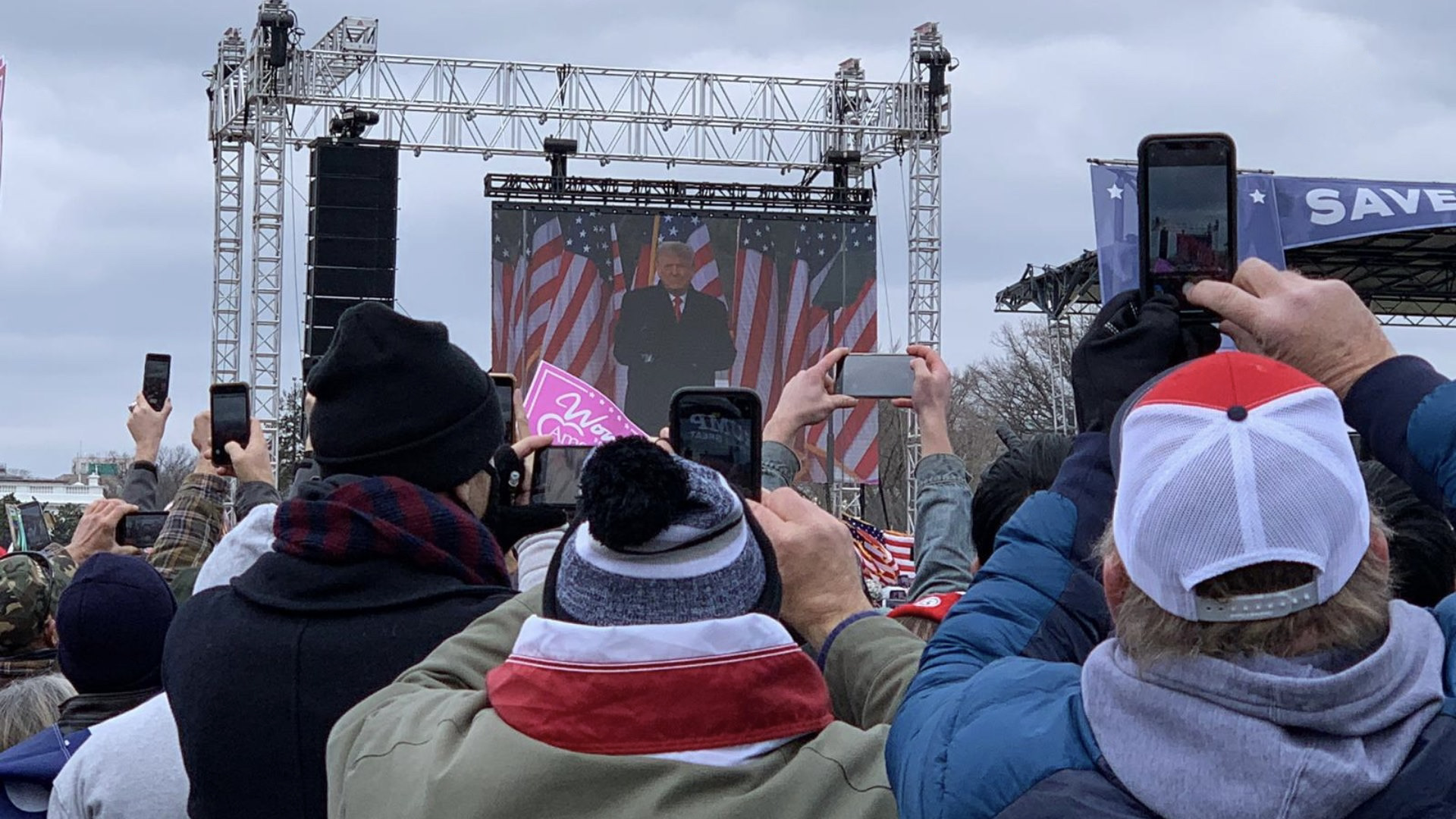
1月6日のトランプ支持者による集会「アメリカを救う会(Save America rally)」

2021年1月3日、第117回合衆国議会の会期が憲法修正第20条の規定に従い開始され、首都ワシントンD.C.にあるアメリカ合衆国議会議事堂では、憲法修正第12条に定められた大統領と副大統領の選出の手続きを行うために、合衆国法典第3編第15章に参照される法律によって定められた日時である1月6日13時に、1887年選挙人投票集計法に基づき、昨年のアメリカ大統領選の各州の選挙人の投票の結果を認定し、集計するため上下両院合同会議が開会した。ここではジョー・バイデン次期大統領とカマラ・ハリス次期副大統領の勝利が最終認定される見込みであった。 (議会調査局作成の資料 RL32717 “Counting Electoral Votes: An Overview of Procedures at the Joint Session, Including Objections by Members of Congress”に手続き詳述)
一方、「選挙は盗まれた」という根拠のない主張をしていた現職のドナルド・トランプ大統領の支持者たちは、1月5日と1月6日の二日間にわたって抗議デモを行っており、トランプとその支持者、および協力者は副大統領（上院議長）のマイク・ペンスと連邦議会に対して、ジョー・バイデンの勝利を認めないよう求めていた。しかし、これに対してペンス副大統領は、6日の合同会議に先立つ声明で1887年選挙人投票集計法に基づく議会の権限は認めるものの、副大統領が一方的に選挙結果の認定を阻止する権限は憲法にないと述べていた。またワシントンD.C.はこれらの抗議活動でプラウド・ボーイズなどの過激派の破壊活動を警戒して、交通整理などのためにすでに340人の州兵（コロンビア地区州警備隊）をワシントン特別区に展開させていた。
BBCなどの報道によると、トランプ大統領の支持者達は事前に銃規制の厳しいワシントンD.C.においていかに銃火器を携行するかや警察の規制線の突破方法、さらには「反逆的」とみなした連邦議員を逮捕する方法について事前にGab、Telegram、Parler、8chan、TheDonald.winなどのインターネット上で議論していたことが確認されている。またワシントン・ポストによると、前日にはFBIのノーフォーク事務所が、ネット上のBLMやANTIFAに対立する過激派がワシントンD.C.へ向かっていて「戦争」を始めようとしているという情報を共有していた。
1月6日の朝、抗議デモ参加者はホワイトハウスに隣接したエリプス広場にてドナルド・トランプ・ジュニアとルドルフ・ジュリアーニ出席のもと「Save America（アメリカを救え）」という集会を開いた。その集会でトランプ大統領は12時から演説を開始。「選挙の勝利は極左の民主党の連中によって盗まれ、さらにフェイクニュースのメディアによっても盗まれた」と述べ、「この後、議事堂へ歩いて向かおう。俺もいっしょに行く」「強さを見せるんだ。あなたたちは強くならなければならない。なぜなら弱さでは私たちの国を取り戻すことはできないからだ」「我々は戦う。ともかく死ぬ気で戦う（We fight like hell）。もし死ぬ気で戦わなければ国はもはやない」と支持者を鼓舞した。ジュリアーニも支持者に「決闘裁判」に参加せよと声を上げて求め、トランプ・ジュニアもジュリアーニと同じような口調で、バイデン陣営との「総力戦」を主張した。

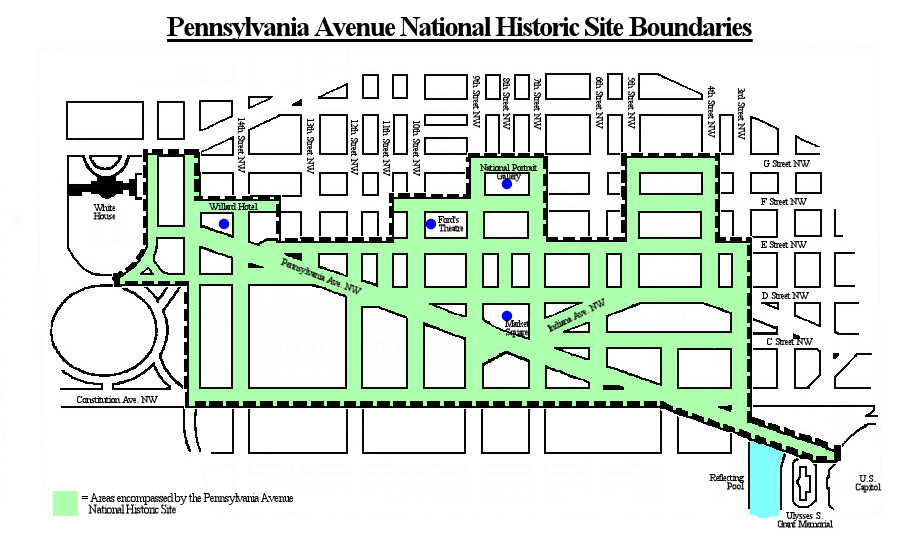
左中央:集会会場のエリプス　左上から右下への斜めの通り:ペンシルベニア大通り　右下:連邦議事堂

トランプは演説の終盤に「ペンシルベニア大通りを歩いて行こう、私はペンシルベニア大通りが大好きだ、そして議事堂へ行こう」(”So we're going to, we're going to walk down Pennsylvania Avenue — I love Pennsylvania Avenue — and we're going to the Capitol...”)と呼びかけ、トランプの呼び掛けにより抗議集会に参加していた少なくとも数千人のトランプ支持者が連邦議事堂へ向けて行進を開始した。

### 議事堂周辺での騒乱
ドナルド・トランプがホワイトハウス前のエリプス広場で演説をしているのと並行して、議事堂周辺でも抗議活動を行なっている集団が確認されている。12時50分頃、プラウド・ボーイズを含む集団が、議事堂の敷地の外側西に設置された警察のバリケードを破り、議事堂建物の近くへと接近を始めた。

### Qアノンの予言
Qアノンは主にインターネット上で広まった陰謀論であり、ハリウッドや民主党のエリートが参加する悪魔崇拝者のカニバリズムを行うペドフィリア集団がディープ・ステートや性的人身売買などの世界的悪行を行うネットワークを築きあげており、ドナルド・トランプはこの悪を打ち負かす正義であり、”the Storm”が起こる日には大量に逮捕されグァンタナモ米軍基地に収容されて暴露されることなどを主張するとされるが、解釈に幅を持たせているのも特徴である。ただし上述の基本的な設定は当初からほぼ変わっていない。大量の極秘起訴状（sealed indictment）（詳細が公開されない起訴状）が発見されている、などの「証拠」が伴う。ロシアゲートからジョン・F・ケネディ・Jrに至るまで政府に関係する大量の陰謀論を主張したため、中心的な主張は捉えづらい。エプスタインの逮捕と「自殺」など現実の出来事によっても強化された面がある(Epstein didn't kill himself)。発端は2017年10月28日に始まる、4chan上の掲示板/pol/でのスレッド”Calm Before the Storm”における、Qクリアランスを持っていると主張する者による投稿だと見られている。マイケル・フリンら政権中枢にも関わっていた者がおり（本人は否定）、マージョリー・グリーンら現職の議員にも支持者がいる事が知られる。抗議参加者の中にはQのプラカードを掲げたり、標語の”Where We Go One, We Go All”を唱える者がいた事からQアノンの関与が示唆され、射殺されたアシュリー・バビットは前日のツイートから、1月6日を”the Storm”の日であると認識していた様がうかがえる。

## 議事堂建物などへの襲撃

### 連邦議会襲撃事件

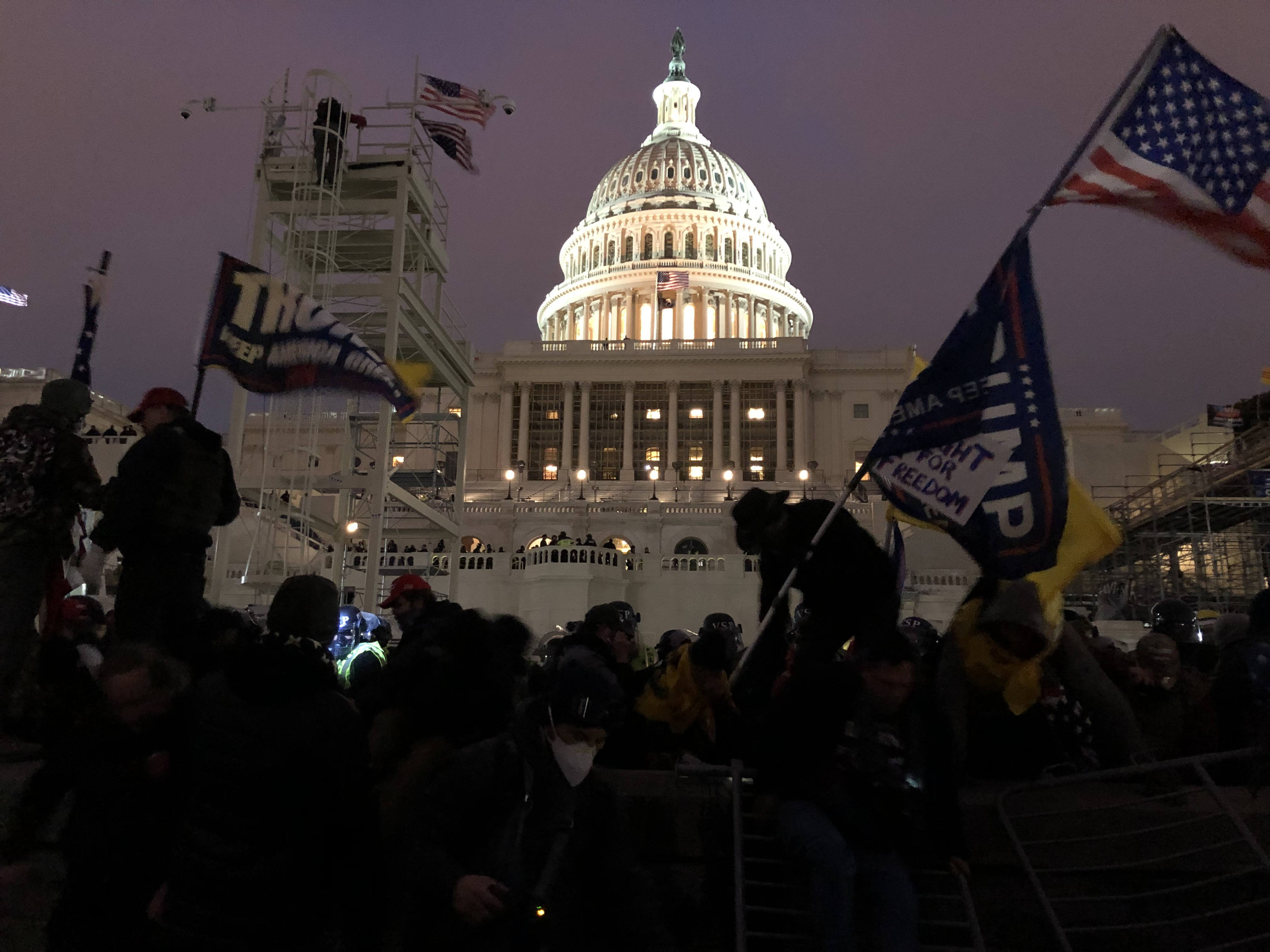
連邦議事堂前に集まった群衆

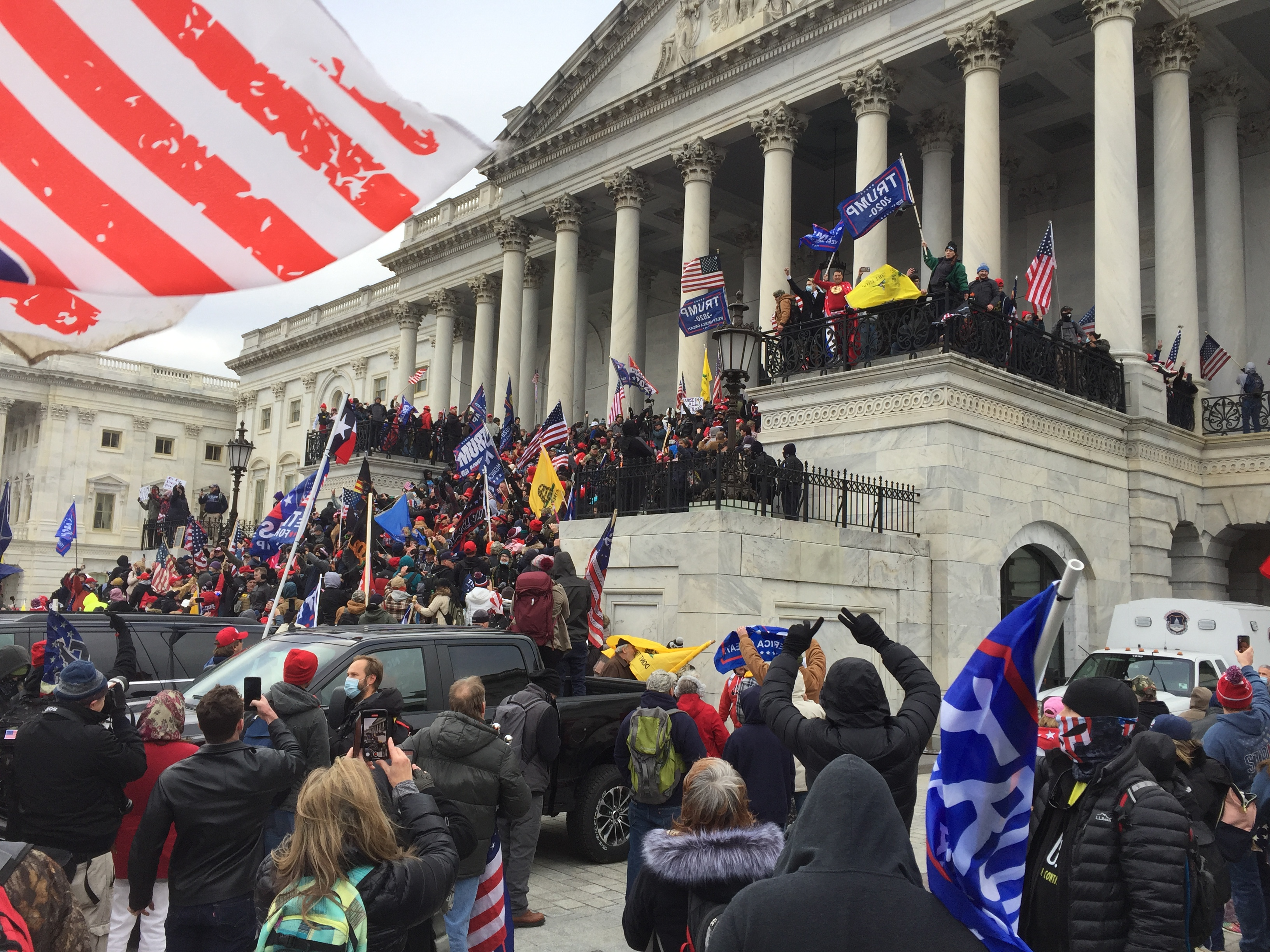
連邦議事堂前の階段を埋め尽くす群衆

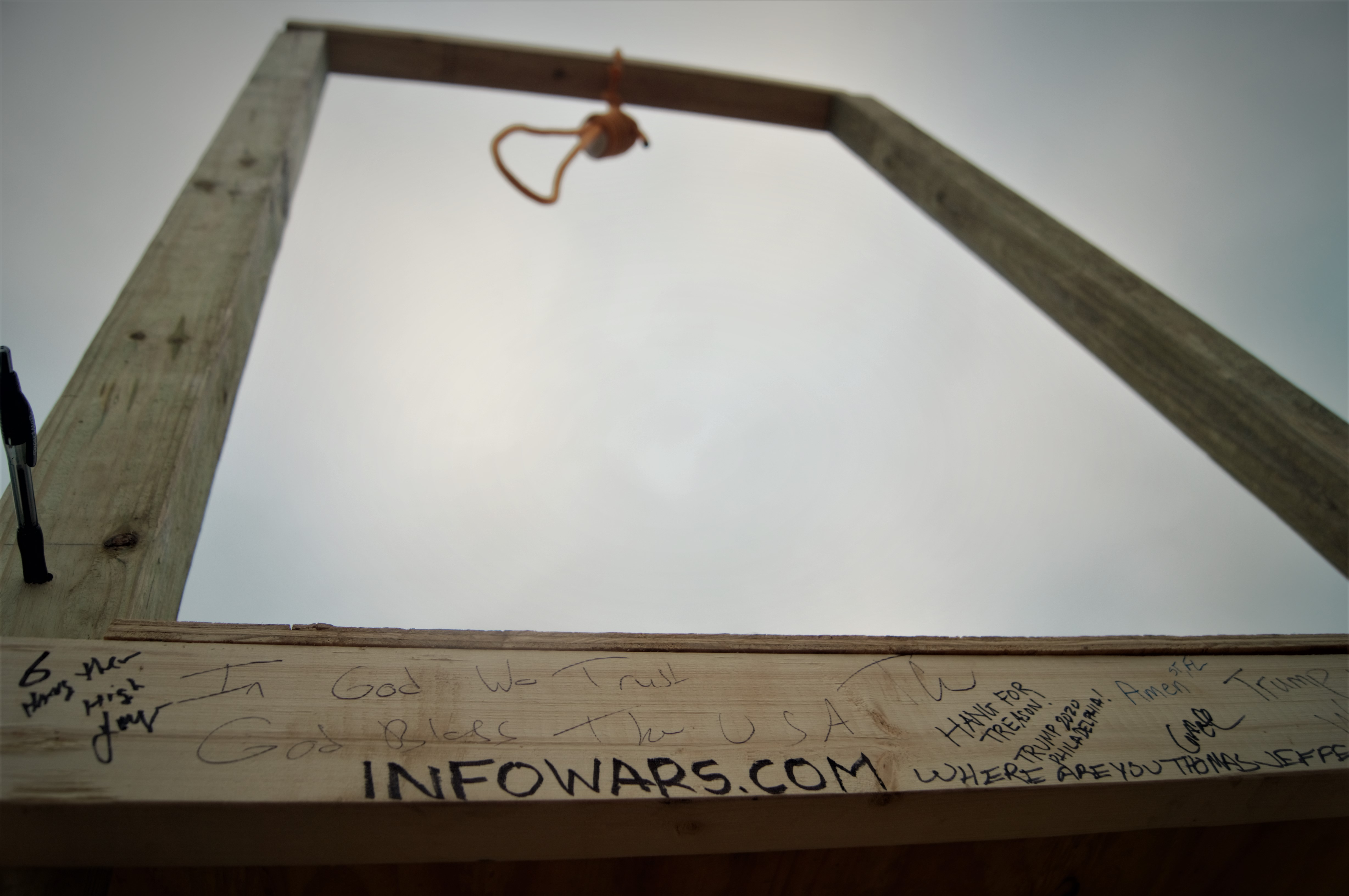
連邦議会前に建てられた絞首台

連邦議会の審議が始まった直後、議会前に結集したトランプ支持者と思われる者のうち一部 が議事堂に大挙して押し寄せ、「トランプを支持する」などと唱えながら議事堂内に侵入しはじめた。議事堂周辺に集まった群衆の多くがトランプの選挙スローガン「Make America Great Again」の文字の入った赤い野球帽をかぶり、星条旗 や「TRUMP 2020」の文字が入った青い旗を掲げていた。見られた旗は相当多様で、カエルのペペのパロディー国家「ケキスタン共和国」の「国旗」（ナチスの旗のパロディー）や、オーストラリア、カナダ、キューバ、フランス、ジョージア、インド、イスラエル、日本、パラオ、ポーランド、ルーマニア、韓国、南ベトナム、台湾、チベット亡命政府、パフラヴィー朝時代のイランの国旗も見られた。他にテキサス革命時のCome and take itの旗、アメリカ革命時のCulpeper Minutemen の旗とガズデン旗、South Carolina Navyの旗、反連邦主義団体のThree Percentersの旗、警察支持のThin blue lineの旗、キリスト教のシンボルのイクトゥスの旗、Christian Flag、アメリカ海兵隊旗、初代星条旗、逆さの星条旗などがあった。クラーケンの旗や民族アナキストのロゴも確認された。また、多くの参加者は白人優越主義を表すOKサインを掲げた。

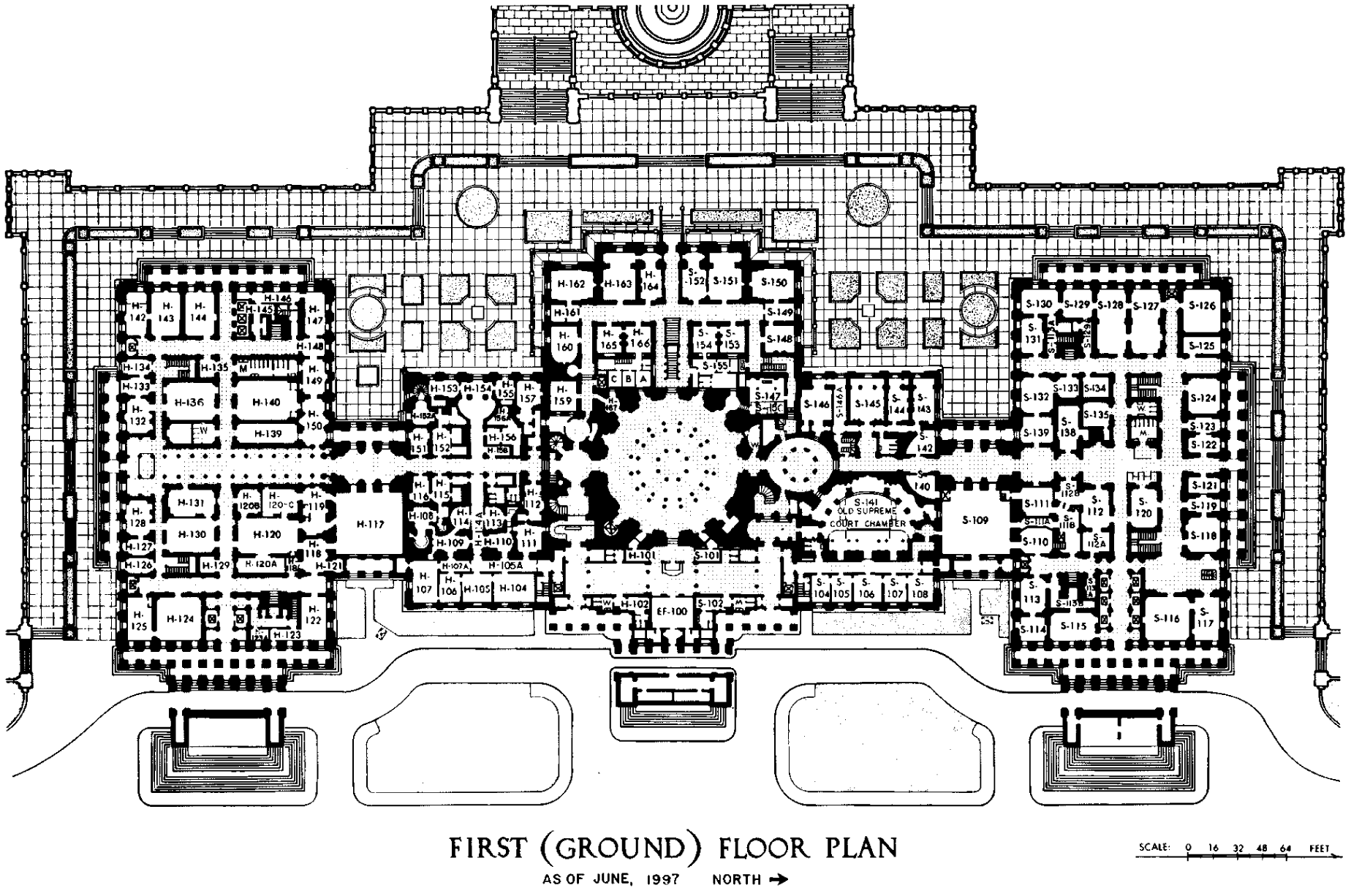
議事堂1階の間取り図、右が北　中央がrotunda(1階はcrypt)、北側に上院

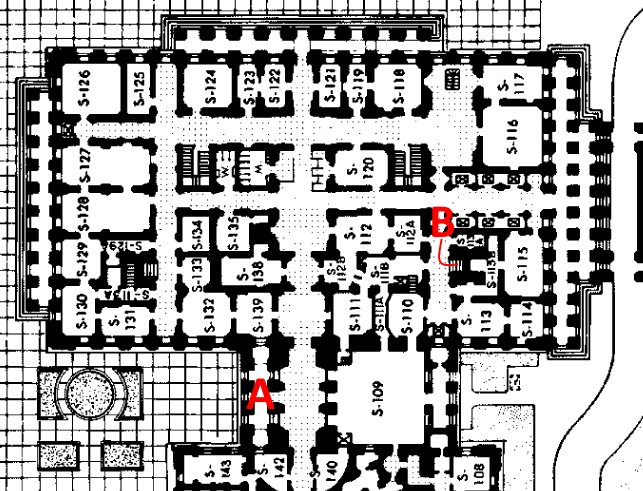
北側拡大図、点Aから14時11分に最初の暴徒が議事堂内に侵入し、警察官は点Bの階段まで退き、上の階まで追い込まれた

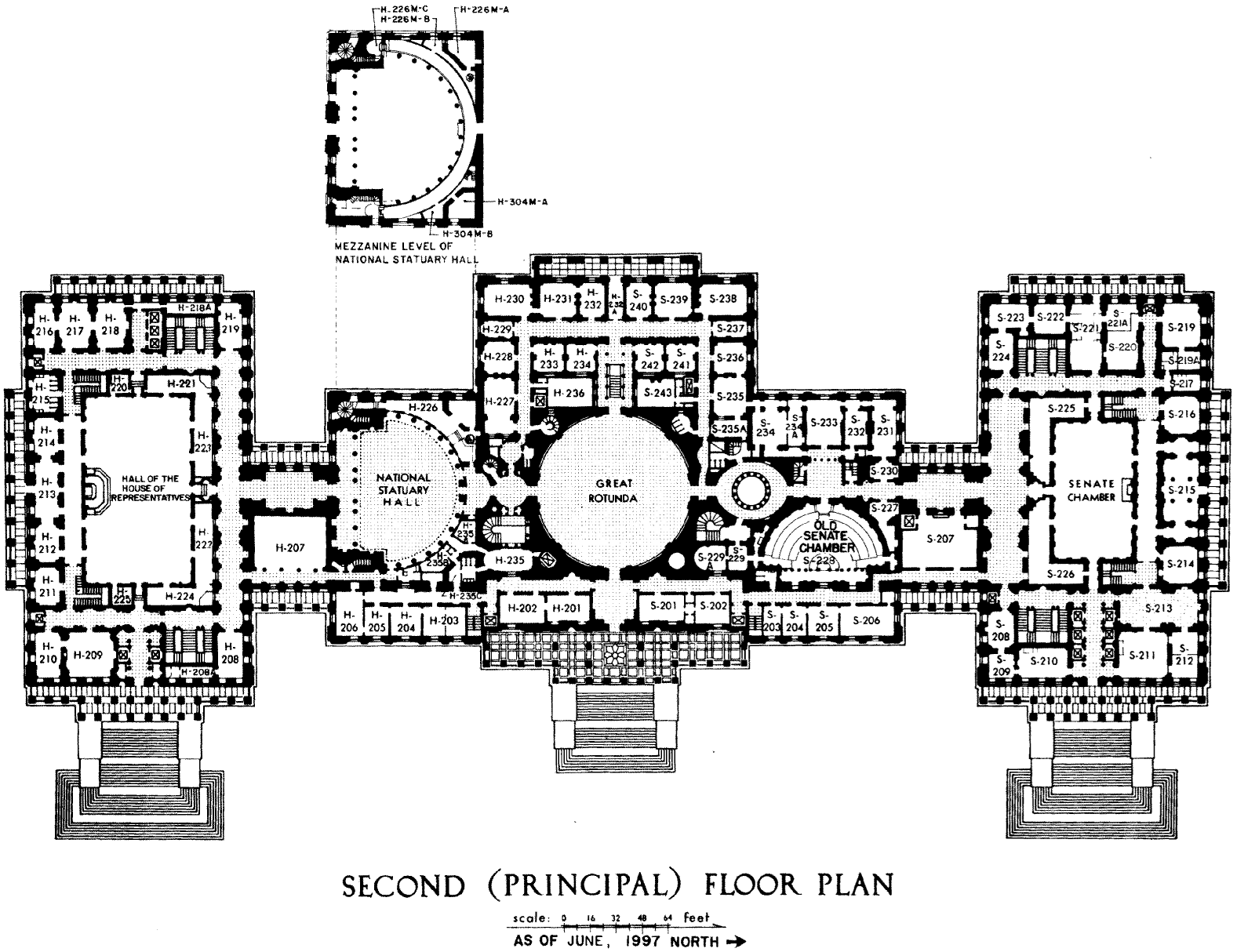
議事堂2階の間取り図、14時25分頃東側中央玄関から暴徒侵入、14時45分頃、南側の下院議院の南東付近外側でアシュリー・バビットが射殺された

議事堂とその敷地の保護を担当する議会警察は約2000人いたはずだが、ソーシャルメディア上の複数の動画には、群衆に向かって1列に並んでいた少人数の警官がほどなくして圧倒される様子が映されており、群衆の中には武装したり、武器やスプレー剤を振り回す者もいた。警察の準備不足と手際の悪さが目立ち、当時の様子をとらえた複数の写真や映像からは、市民が議事堂内を自由に歩き回れる状況になっていたことが分かる。侵入したトランプ支持者たちが米民主主義のシンボルを荒らしたり、破壊する様子を写真に収めたり、ライブストリーミングする姿が映像に映されている。議事堂内でマリファナを吸うカリフォルニア出身の男や、フォード第38代大統領の像にMAGAハットを被らせ、Trump 2020フラッグを腕に持たせた上で、台座に載ってツーショットを撮るものも確認された。Parlerに大量の襲撃の動画がアップロードされ、またベイクド・アラスカらはDLiveを使ってライブストリームを行い、侵入者の一人である極右団体「プラウド・ボーイズ」のメンバーのニック・オクス（Nick Ochs）も議事堂内での自撮り写真をツイートしている。彼は「建物内には何千人もの（侵入した）人がいて、（警察は）状況をコントロールできていなかった。私は（警察に）止められたり、質問されたりはしなかった」と証言している。警察の対応は緩く、警察が群衆のためにバリケードを取り去ったり、暴徒の侵入を傍観し、侵入者たちが警官に議事堂の階段から下りるのを助けてもらっていたり、外へ出る際にドアを開けてもらっていたり、侵入者の自撮りにポーズを取って応じる警官までいたことが動画で確認されている。ただし、議事堂周囲に集まった群衆はあまりに多く、警官隊としても無意味に刺激することは危険なだけだったという見方もある。既に議員らは地下室に避難させており、警官らは押入った群衆らの関心を階上の方向ばかりに、うまく向けさせていたともいえる。
群衆の中には武器を所持した者 や、窓を割って侵入した者、上院本会議場に侵入して議長席に座った者、ナンシー・ペロシ下院議長の執務室に侵入し勝手にひっかきまわした者、議員らが残していた書類を勝手にスマホに撮る者、バイデンの就任式に備えて組み立てられた足場に上って「われら人民は首都ワシントンをひざまずかせる。政権はわれらのものだ」などと書かれた旗を掲げた者、「2021年1月6日 MAGA内戦」と書かれた服を着ている者、「裏切者のマイク・ペンスを議事堂の木に吊るせ」と唱える者、実際に仮設の絞首台を設ける者、南軍の大きな旗 やナチスのエンブレム を持ったり、アウシュヴィッツ強制収容所の標語が書かれた服を着る者 もいた。雑誌ニューヨーカーは、記者がスマホに撮った当時の模様を12分にわたって公開している。
侵入者の一人にバッファローの帽子をかぶり、顔にペイントをしたジェイク・アンジェリ（Jake Angeli）があった。彼は陰謀論Qアノンの熱烈な信奉者の1人で、トランプ支持者の集会ではフル装備で駆けつける常連だった。アンジェリの格好は、イギリスのバンドであるジャミロクワイのロゴと似ていたため、ソーシャルメディア上では彼をジャミロクワイと似ていると指摘する人が続出し、ジャミロクワイの名が一時的にトレンド入りした。その後、ジャミロクワイのフロントマンであるジェイソン・ケイは自身のTwitterに投稿した動画を通じて襲撃に参加していないことを明らかにした。
ウェストバージニア州議会の共和党議員デリック・エヴァンスも侵入者の一人であり、彼は侵入時に動画撮影を行っており、後に逮捕された。
また、ロックバンド『アイスド・アース』のギタリスト、ジョン・シェイファーも侵入者の一人である。彼は2020年11月14日の『MillionMAGAMarch』にも参加。ドイツのディ・ヴェルトの取材に対し、「あいつらは負けるよ。相手にしちゃいけない人間を相手にしたんだ。信じてくれ」と語っていた。アイスド・アースの他のメンバーは連名でシェイファーを非難する声明を出した。
他の著名な参加者に、オリンピック金メダリストの元競泳選手クリート・ケラーなどがいた。
現地を取材していた記者も襲撃された。ブルームバーグ、NBC 、USAトゥデイなどの記者がTwitterに投稿した動画では「Fuck fake news !」とシュプレヒコールを上げる群衆によって撮影機材を破壊される様子が確認できる。
ABCニュースは議会議事堂の建物内で銃声が発せられ、本会議場の玄関で暴徒と警備員が相対峙したと報道した。連邦議会議事堂にトランプ支持者が侵入すると、警備員は暴徒に向かって拳銃を抜き、階段室では警官に近づいてきた男が発砲されたと報じられた。

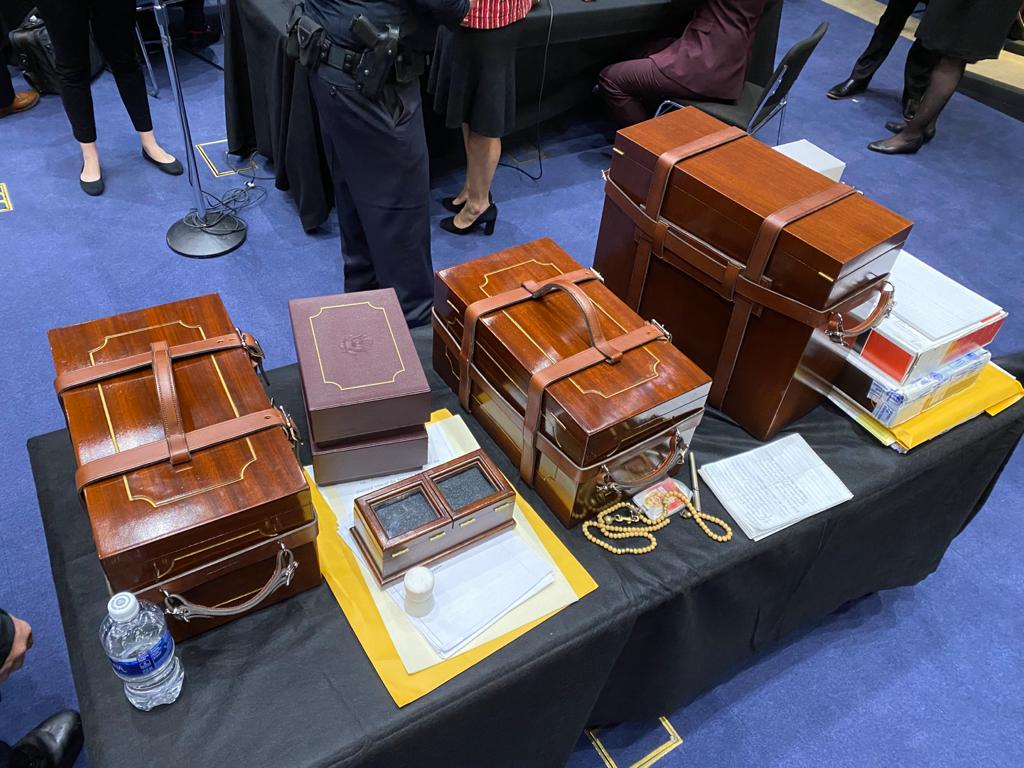
暴徒から守るために上院から引き上げられた選挙人団の票

カリフォルニア州から来た元空軍所属の女性アシュリー・バビット（Ashri Babbit）が議事堂内で議会警察に撃たれて死亡した。彼女のソーシャルメディアの書き込みからは、極右の陰謀論者だったことが窺える。議会警察長官スティーブン・サンドの説明によれば、彼女は他の乱入者たちとともに、制止を突破して下院本会議場に向かおうとしていたところを撃たれた。撃った警官は、通常の規定に従い事実関係の調査が済むまで休職になっている。警察によると、これ以外に議事堂周辺で女性1人、男性2人の死亡が確認されたという。「医療措置を必要とする緊急事態」だったとしているが、原因は明らかになっていない。また議事堂に近い民主党と共和党の全国委員会の建物でそれぞれパイプ爆弾が発見されている。
議会警察の声明によると、警察官も1名死亡した。死亡した警官は制圧時に乱入者らとの「身体的な接触」で負傷し、部隊へ戻った後に倒れ、病院に搬送されて死亡が確認されたという。
14時13分、上院が休会し、14時19分、下院が休会した。議場内にいた副大統領マイク・ペンスや議員、議会職員、記者たちは警察によりガスマスクを与えられ、安全な場所に一時避難した。
騒乱を受けバイデンは「見たこともないような法の支配への攻撃だ」と批判し、トランプに即時退去を呼び掛けるよう要求した。トランプはTwitterに投稿した動画で「平和でなければならない。家に帰ろう。愛している」と支持者に訴える一方「盗まれた選挙だった。私たちの地滑り的勝利だった」と改めて主張した。

### 鎮圧

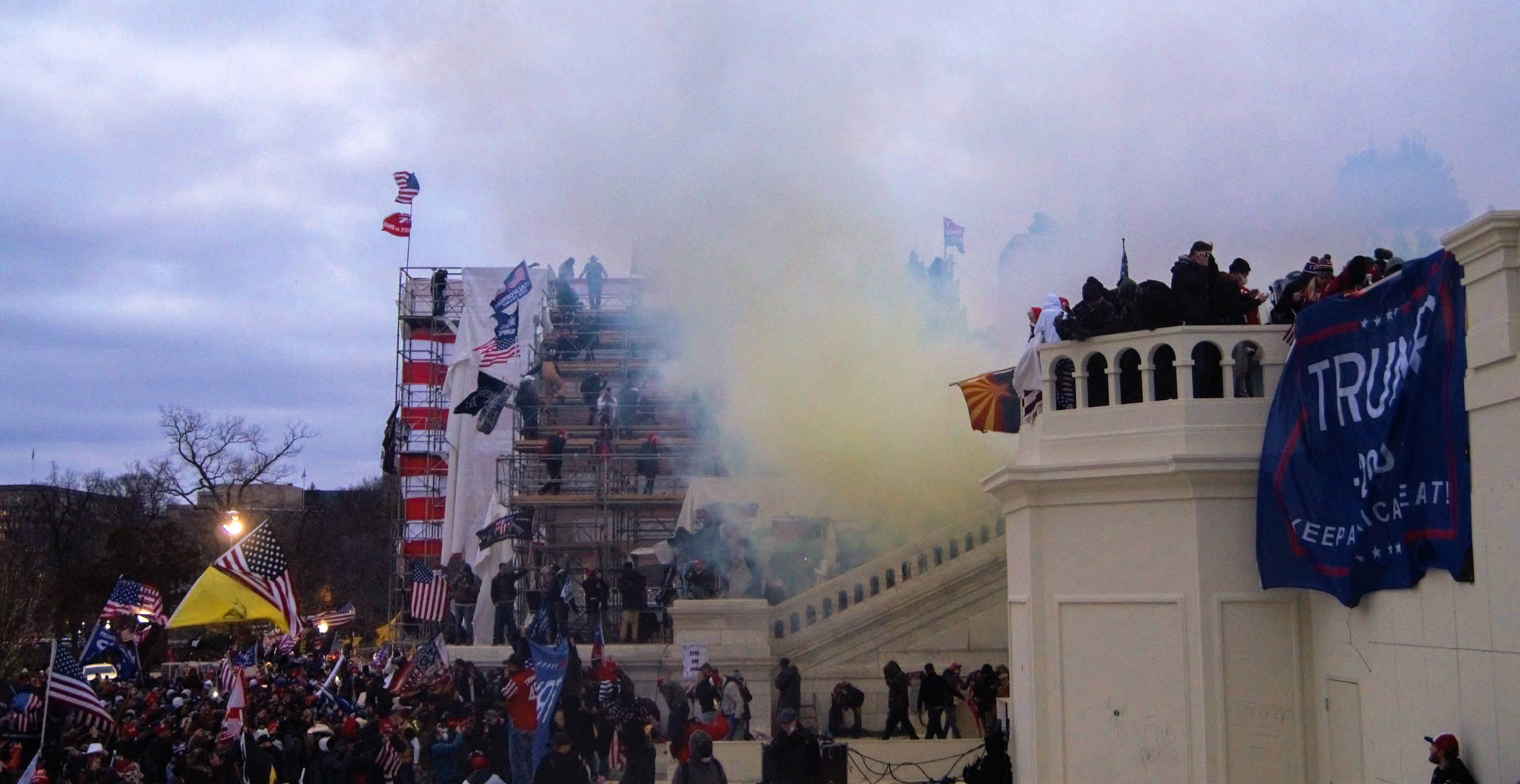
連邦議会の前に撒かれた警察の催涙ガス

合衆国議会警察長のスティーブン・サンドは、13時頃に最初の州兵の緊急出動要請を、アメリカ合衆国下院守衛官のポール・D・アーヴィングに出した。翌日までの国防総省高官の話では、コロンビア特別区市長ミューリエル・バウザーは、乱入者が最初のバリケードを乗り越えてから45分前後が過ぎた14時頃に州兵の出動を要請した(国防総省資料 では13時34分)。15時04分に初めてアメリカ国防総省は州兵の派遣を承認した。
乱入者排除にはペッパー弾や催涙ガスが使用された。乱入者たちは議事堂の備品でドアにバリケードを築き、抵抗しようとしたが、その後は迅速に制圧された。約4時間後に侵入者たちは完全に排除された。警備当局は同日18時（日本時間7日8時）までに、議事堂の安全を確保したと発表した。議事堂内の記者らによれば、警備責任者のこの発表を議員たちは拍手をもって迎えたという。議事堂に展開されたコロンビア特別区首都警察は850人、周辺建物へは250人程で、建物と敷地を制圧するのに約8時間を要した。16時20分頃に、議事堂建物で連邦捜査局SWATチームが確認された。また実際に議事堂周辺に展開された州兵は17時半40分頃に到着したコロンビア地区州警備隊が150人程だと見られている。
さらにワシントンDCに夜間外出禁止令が出された。
6日20時頃に審議は再開され、副大統領マイク・ペンスは再開にあたって「今日は米議会にとって暗い日となった」「議事堂に災いをもたらした人々に言う。あなた方は勝利しなかった。暴力は決して勝利しない。自由が勝利する」と述べた。そして7日未明にバイデンが次期大統領に正式に選出された。
トランプは7日夜（日本時間8日午前）、Twitterで動画を投稿し、「連邦議会への極悪な攻撃について、すべてのアメリカ人と同様に激怒している」「議事堂を汚した」者たちは「この国を代表しない」と述べた。「自分はこれまで公平な選挙を確保し民主主義を守るために闘っていた」ので、「議会が選挙結果を認定した今、1月20日に新しい政権が就任する」と、政権移行を承認した。前の声明とは異なり、選挙に勝ったのは自分だという主張をすることはなかった。これは事実上、トランプが今回の大統領選挙について初めて敗北を宣言したと受け止められている。また、「全ての投票人の有権者資格と身元を裏付け、将来の全ての選挙に対する信頼と信用を確かなものにするために、我々の選挙に関する法律を改革しなければならないと強く信じている」と述べた。ただ、自分が直ちに州兵や法執行機関を投入したのだとも主張したが、これは事実と異なると複数の米メディアにより指摘されている。ワシントン・ポストなどはペンス副大統領が州兵の動員を主導したと報じた。

### 事後
7日未明、韓国系の民主党下院議員アンディ・キムは、乱入した暴徒が捨てていったビンや衣服、星条旗などが散らばった議会でゴミ拾いを行った。彼がひざまずいて黙々とゴミを拾う姿が報道機関やソーシャルメディアで伝えられ、反響を呼んだ。キムは「愛するものが壊れた時、誰でも直したいと思うだろう」と述べ、「できることは掃除しかなかった」と話した。議事堂近くの関係者しか駐車できないスペースに、ミリシアのスリー・パーセンターズのステッカーが貼ってあるピックアップトラックが見つかりネット上で話題になったが、後に共和党所属の1期目イリノイ州選出の下院議員メアリー・ミラーの夫であるイリノイ州下院議員のクリス・ミラーの所有である事が明らかになった。

### 訴追
1月8日にアメリカ司法省は議会への不法侵入や窃盗、器物損壊などの容疑で13人を起訴したことを発表した。
その中には下院議長ナンシー・ペロシの執務室に不法侵入したトランプ支持者リチャード・バーネット や、不法侵入に参加しながら、その様子をインターネットでライブ配信していた共和党所属のウェストバージニア州議会議員デリック・エヴァンスも含まれる。発泡スチロールを使用して威力を高めた火炎瓶11本をトラックに積んでいた男 や、ライフル銃を保管していたアラバマ州の男なども連邦法違反容疑で訴追された。
また白人至上主義の極右団体「プラウド・ボーイズ」の主要メンバーも起訴された。
集会で支持者を煽ったドナルド・トランプとルドルフ・ジュリアーニについても扇動罪に問うよう求める声が上がっており、1月7日には連邦検察はトランプに対する捜査や起訴の可能性を排除しない考えを示していたが、1月8日にはワシントン連邦検察局のケン・コールはFBIは今回の事件について「扇動」や「反乱」の疑いで捜査を行ってはいないとし「その種の訴追が行われる見込みはない」との見解を示している。ただ民主党内では追及機運が高く、政権交代後にトランプ不正捜査の一環で起訴に踏み切る可能性があると報じられている（司法省は1973年に現職の大統領について原則として起訴しないとの内部指針を定めたが、退任後は適用の対象外となるため）。
1月9日に司法省はジェイク・アンジェリらを不法侵入などの容疑で起訴したことを発表した。300人以上が訴追された3月には、連邦当局は議員と暴徒との間の通信記録を調査しているとCNNは報じた。
事件から1週間たった時点で100人以上が逮捕された。多くはQアノン支持者などの右翼だが、議事堂内で動画を撮影してツイッターに投稿していた自称Black Lives Matter活動家のジョン・アール・サリヴァンも逮捕された。彼はスピードスケートオリンピック志願者の黒人であった もっとも彼は右翼とされるプラウドボーイズとも密接な交流があった（参照：ジョン・アール・サリヴァン）。彼はメディアに対し、「何が起こったかを記録する」ために暴徒と共にいただけで参加するためでないと説明しているが、取材許可証は持っていなかった。院内に侵入しようとしてアシュリー・バビットが射殺される瞬間を動画におさめることに成功し、これはワシントン・ポストなどに使用された。FBIによると、サリヴァンが議員控室でドアを護衛していた警察官に「僕たちはあなた方には家に帰って欲しいと思っている」と言い、更に職員が立ち去り群衆がドアに迫り始めると「行くぞ！このくそを取るんだ！」と叫び、また「さあ行こう！このクソは私達のものだ！このクソを焼き尽くせ」と群衆をアジっていたのが、自ら撮影した動画に記録されているとしている。またメディアの取材に対して自分はBLM運動の支持者であると主張する一方、ANTIFAとは無関係だと述べている。サリヴァンはユタ州外への許可なき外出禁止、GPS発信器装着、武器所持禁止を受け入れるなどの条件で16日に保釈された が、その後Twitterにアクセスしたり極右メディアのInfoWarsに出演したりするなどの釈放条件違反が報告されている。トランプ支持者らには彼の存在をもって連邦議会襲撃をANTIFAの陰謀によるものとネット等で主張するものも多いが、ネットのファクトチェックを行っているポリティファクトは、彼は連邦議会に押し寄せた数千人のうちの1人だが、彼自身が暴力を「扇動」した、または国会議事堂に突撃を導いたという証拠はない、ＦＢＩ関係者の提出した書類でも彼が暴動を指導したとはしていないとした。
2021年11月現在、襲撃事件に関与して起訴された600人以上に対して刑の言い渡しが行われているが、いずれも不法侵入など比較的軽い罪に問われた者が対象となっている。警察官への暴行などの重罪で起訴された被告については、審理が始まっていない。
2023年5月、ワシントンの連邦地方裁判所は「オース・キーパーズ」のスチュワート・ローズに対し、扇動共謀の罪で18年の禁固刑を言い渡した。

#### 政権関係者の訴追
3月4日、トランプ政権で政治任用制のポストを国務省の西半球局でつとめていた者が1月6日に暴動に参加して暴行を行ったとして逮捕された。彼はドナルド・トランプの2016年大統領選選挙運動からチームに参加していた。政権関係者で初の逮捕だと見られる。彼はアメリカの国家機密のうち最も機密度の高い情報にアクセスできるtop secret-level security clearance(国務省のもの)を保有していた。

### 外国勢力の関与疑惑
Chainalysisによると、2020年12月8日、コンピューター・プログラマの35歳フランス人男性がオルタナ右翼団体やそれに属している人物に約50万USドル (約5188万円)相当のビットコインを振り込み、そのうちの半分がグロイパー軍団の主導者であるYouTuberのニック・フェンテスに渡ったと言われている。そのフランス国籍の男は金を振り込んだ翌日に自殺した。FBIはこのフランス人が振り込んだ金が違法な取引に利用されたかどうか、現在調査を立ち上げているところである。フランス当局は1月にはコメントを出していない。
またFBIは、アメリカが敵視している国家や団体、あるいは個人が連邦議会議事堂襲撃事件に関与しているかどうかも調査中である。FBIはロシアやイラン、中国政府に代わって活動している国家活動家やメディア (代理活動やメディアもふくむ)がこの暴動を利用して、アメリカ国内の暴力、過激主義、偽善を促進し、共謀罪の主張を促進した実例もあると確信している。

### 爆発物と焼夷弾
暴動の前に設置されたと思われる二つの即席爆発装置が連邦議会議事堂から数ブロック離れた場所で発見された。爆発装置はパイプ爆弾であると推定されており、12時45分頃に共和党全国委員会事務局に隣接する建物内で発見された。その30分後、別のパイプ爆弾のようなものが民主党全国委員会本部の植え込みの茂みの中から発見された。 これら二つの爆発装置は似たような設計で、長さは約30センチ、末端にエンドキャップとタイマーに取り付けられた配線があり、謎の粉と金属が入っていた。爆発装置は爆発物処理班によって安全に起爆された。警察は後にあの爆発装置が「とても危険なもの (hazardous)」で「甚大な被害 (great harm)」を与える恐れがあったと述べた。FBIはこれらの爆発装置を設置したであろう人物の写真を公表し、情報公開に協力した者に対して最大$50000 (5187950円)の懸賞金を与えると発表した。爆発物はワシントン・ポストが得たビデオなどから、襲撃の前夜に設置されたものと考えられている。スティーブ・サンド合衆国議会警察(当時)は1月10日ワシントンポストに、爆弾は連邦議会議事堂から警察の目をそらすためにわざと設置されたのではないだろうか、と発言した。下院議員のティム・ライアン (Tim Ryan)は1月11日のネットニュースの会見で、「あの二つのパイプ爆弾は現在進行形で行われていた犯罪行為から警察の目を瞬く間に反らせた...爆弾を設置した者が暴徒らとある程度の連携があったと我々は強く信じている」と繰り返した。
セミオートマチックライフルと冷却器の中に11個の火炎瓶の入った車も近くで発見された。その車の運転者は後に逮捕された。彼は逮捕された際、他にも三丁の拳銃を所持していた。

## 経過

### 1月5日
- 朝: 連邦議会議事堂での抗議デモに先駆けて、数千もの抗議デモ参加者が自由広場（英語版）に集結した[240]。
- 昼: 下院議院運営委員長（英語版）のゾーイ・ロフグレン（英語版）は、議会警察長官のスティーヴン・サンド（英語版）と下院守衛官のポール・D・アーヴィング（英語版）との電話会議を行った。サンドは州兵が待機していることと、議会警察が十分な人員を配置し抗議デモへの備えをしていることをロフグレンに伝えた[241]。
- 昼: ロフグレンとの電話会議後、サンドは下院歳出委員会（英語版）立法府小委員会（英語版）委員長のティム・ライアン（英語版）に議会警察が準備できたと繰り返し話した[241]。
- 夜から6日朝にかけて:少なくとも10人が逮捕され、その中の数人は武器を携帯していた[242]。

### 1月6日
ここからは東部標準時で表す。
- 8:17: トランプ大統領が不正投票があったとツイートし、「マイク（・ペンス）はバイデンの勝利を認めない、これさえすればいいんだ、そうすれば我々は勝利する！やるんだ、マイク、今こそ勇気を出すときだ！」と主張した[119]。
- 11:00: ホワイトハウスの南にあるエリプス広場がトランプ支持者で埋め尽くされた[119]。
- 11:30: 国防長官代理クリストファー・ C・ミラーが、ワシントンD.C.での抗議デモに対して有事の際に国防総省が取るべき対応を演算した[243]。
- 12:00: トランプ大統領が演説を開始[119]。1時間を超える演説の中でトランプは「選挙が盗まれた」と繰り返し主張し、ペンス副大統領を6回も名指しで批判。同僚の共和党員が選挙不正疑惑の裏付けを十分にしていないことを非難した[244]。
- 12:30: トランプ支持者の群衆が連邦議会議事堂の外に集結した[119]。
- 12:45頃: 共和党全国委員会事務局の外でパイプ爆弾のようなもの発見された[229]。すぐのちに民主党全国委員会事務局の近くでも発見される[245]。
- 12:53: プラウド・ボーイズを含む集団が、議事堂の敷地西側外の警察官によるバリケードを突破する[121][122]。
- 13:00: 暴徒が連邦議会議事堂の建物西側にある議会警察の外側のバリケードを襲撃。同時に、上院議員とペンス副大統領が下院会議室に向かう[119]。この頃に、合衆国議会警察長スティーブン・サンド（英語版）はアメリカ合衆国下院守衛官（英語版）のポール・D・アーヴィング（英語版）に州兵の出動を緊急要請[186][187][246]。
- 13:05:
  - 合同会議が開会した。ペンスは、憲法は副大統領が選挙人投票の集計（英語版）に一方的に干渉することを禁じているとする書簡を発表する[119]。
  - ミラー国防長官代理が、抗議デモ参加者が連邦議会議事堂に向かってデモを行っているというオープン・ソース・インテリジェンスの報告を受けた[243]。
- 13:10: トランプは群衆に「我々は国を取り戻すために共和党員が必要としている誇りと大胆さを、まさに今彼らに与えようとしているのだ」と連邦議会議事堂へ行進するよう再び激励し、演説を終えた[119][243]。
- 13:12: 下院でポール・ゴサール（英語版）議員、上院でテッド・クルーズ議員が、アリゾナ州（英語版）で行われた投票を証明することに異議を唱える。合同会議は下院と上院に分かれて異議申し立ての議論を行った[119]。
- 13:26: 議会警察が議事堂内の施設から避難するよう命令した[243]。
- 13:30: 多くのトランプ支持者がエリプス広場からペンシルヴェニヤ通りを下って連邦議会議事堂へ行進し始めた[119]。
- 13:34: ワシントンD.C.市長のバウザー (Bowser)は電話で陸軍長官ライアン・D・マッカーシー（英語版）にいくらか追加部隊を要請した[243]。
- 13:35: 上院の審議で、ミッチ・マコーネル多数党院内総務が、虚偽の主張で大統領選挙の結果の認定を拒否することは、アメリカの民主主義を「死の悪循環」(Death spiral)に押し込むことになると警告した[119]。
- 13:49: 議会警察長官のサンドはワシントンDC州兵（DCNG）司令官のウィリアム・J・ウォーカー（英語版）少将に対して緊急援護を求めた[243]。
- 13:58: 警察が議事堂北の外側のフェンスを撤去[245]。
- 13:59: スティーブン・サンド（英語版）が、暴徒が議事堂の窓とドアを破ろうとしているという最初の報告を受ける[247]。
- 14:00: 群衆が議事堂東の外側のフェンスを突破[245]。
- 14:05: 群衆が議事堂東側の外階段まで迫る[248]。議事堂の敷地で倒れたKevin Greesonに死亡宣告[249]。
- 14:10: 暴徒が議事堂西側の最終バリケードを突破する[245]。
- 14:11: 上院議長席にいたペンス副大統領らが退避を始める[241]。
- 14:12: 最初の暴徒が議事堂西側、北寄りの窓を破り、また最初の暴徒が連邦議会議事堂に侵入し、他の者が入れるようドアを開けっぱなしにしておいた[119][250][251]。
- 14:13: 議長の決定に従い上院が休会し、同じ頃、暴徒が議事堂上院側の二階に辿りつき、上院議場入口のすぐ近くまで迫った[59][241][250]。
- 14:14: ゴサール下院議員がアリゾナ州の選挙人票の認定に反対して下院で演説する中、下院議長ナンシー・ペロシが護衛によって議場から避難させられた[241]。
- 14:16: 下院が議事を中止した[119][250]。
- 14:19: 下院規則clause 12(a) of rule Iに従い(映像によればclause 12(b) of rule I、下院に差し迫った危険が及んだことによる緊急休会[252][253])、下院が休会した[60][254]。
- 14:22: マッカーシー陸軍長官がバウザー市長と副市長、ワシントン国土安全保障・危機管理庁長官、コロンビア特別区首都警察本部長と連絡を取り、州兵の更なる応援が必要だと語った[243]。
- 14:24: トランプ大統領が「マイク・ペンスは我が国と憲法を守り抜くためにすべきことをする勇気がなかった。以前証明するよう求められた不正や不正確な事実ではなく、修正された事実を証明する機会を合衆国に与えてしまった。アメリカは真実を要求する！」とツイートした[119]。
- 14:25: 議事堂東側の中央玄関のドアを暴徒が突破する[250]。
- 14:28: 議事堂西側の中央入り口を暴徒が突破する[121]。
- 14:30: ミラー国防長官代理、マーク・ミリー統合参謀本部議長、マッカーシー陸軍長官が会談し、議会警察とD.C.行政部の要請について話し合った[243]。
- 14:38: トランプ大統領が「我らの議会警察と法に則った取り締まりを理解してほしい。彼らは我が国の味方なんだ。平和でいてくれ！」とツイートした[119]。
- 14:45頃: トランプ派の暴徒、アシュリー・バビットが議場に隣接する玄関ホールに無理矢理入ろうとしたところを議会警察に撃たれた[119][250]。
- 15:00: ミラー国防長官代理が連邦議会議事堂の警備上の観点から、配置できるすべてのDC州兵の機動隊を首都警察と議会警察を支援するために派遣することを決断した。マッカーシー陸軍長官は州兵に対し、D.C.駐屯地から連邦議会に移動するよう命令しミラー国防長官代理から正式許可が出るまで待機させた[243]。
- 15:04: ミラー国防長官代理が上級官僚からのアドヴァイスを受けて、州兵の1100人の兵隊に作戦を決行するよう正式に許可した。その後マッカーシー陸軍長官が州兵に対して完全武装するよう命令した[243]。
- 15:13: トランプ大統領が「連邦議会議事堂にいるすべての人々に治安を保つことをお願いする。暴力は無しだ！よく聞いてほしい、我々は法律と秩序の味方なんだ。法律と我々の偉大な警官を尊重してほしい。よろしく！」とツイートした[119]。
- 15:16: 暴徒が議事堂南側のドアを突破[190]。
- 15:19: マッカーシー陸軍長官がチャック・シューマー上院少数党院内総務、ペロシ下院議長と電話し、バウザー市長の要請について話し合った。マッカーシーはDCNGの完全武装化が許可されたと説明した[243]。
- 15:26: マッカーシーがバウザー市長と首都警察本部長のロバート・コンティーと電話し、要請が通りミラー国防長官代理が先ほどDCNGの完全武装化を許可したと伝えた[243]。
- 15:32: ヴァージニア州知事のラルフ・ノーサムは、支援を頼まれるだろうと予測してヴァージニア州兵の動員を命令した[243]。
- 15:36: ホワイトハウス報道官のケイリー・マケナニーがコロンビア特別区州兵と他州の連邦兵が連邦議会議事堂に向かっているとツイートした[119]。
- 15:37: メリーランド州知事のラリー・ホーガン（英語版）が支援を予測してメリーランド州兵（英語版）の動員を命令した[243]。
- 15:46: 州兵総局（英語版）局長のダニエル・R・ホカンソン（英語版）大将がヴァージニア州兵部隊のティモシー・P・ウィリアムズ（英語版）少将と電話で会話し、首都警察を支援することを話し合い、ヴァージニア州兵が既に動員されたことを伝えた[243]。
- 15:48: マッカーシー陸軍長官がペンタゴンを発ち、ヘンリー・ダーリー・ビル（英語版）にある首都警察本部に向かった[243]。
- 15:55: ホカンソン将軍がメリーランド州兵副将軍のティモシー・E・ゴーウェン（Timothy E. Gowen）少将と電話し、首都警察を支援することを話し合い、メリーランド州兵が既に動員されたことを伝えた[243]。
- 16:05: バイデン次期大統領がトランプ大統領に対して「暴徒たちによる攻撃を止めさせるよう要求すること」を呼びかける記者会見を開催した[119]。
- 16:10: マッカーシー陸軍長官が首都警察本部に到着した[243]。
- 16:17: トランプがヴィデオをツイート。暴徒らに向けて「もう家に帰るべきだ。我々はあなたたちを愛している。あなたたちはとても特別だ」と述べた[255]。その間もなお「選挙が盗まれた」と主張し続けた[119]。
- 16:18: ミラー国防長官代理、ミレー（Milley）将軍、マッカーシー陸軍長官、ホカンソン将軍がD.C.特別区以外の州兵部隊が動員できるかどうかについて話し合った。ミラー国防長官代理は、州外の州兵を首都へ召集・配備することを口頭で許可した[243]。
- 16:20頃　議事堂建物でF.B.I SWAT teamが目撃された[190][191][192]。
- 16:32: ミラー国防長官代理がDCNGに議会警察を支援するために連邦議会議事堂を包囲することと、掃蕩作戦を実施する権限を与えた[243]。
- 16:40: マッカーシー陸軍長官がメリーランド州知事のホーガンと電話し、メリーランド州兵を翌日首都に送り込むことに合意した[243]。
- 17:02: 154人の州兵がD.C.駐屯地を出発[243]。40分には連邦議会議事堂に到着し、議会警察に宣誓して支援活動を開始した[243]。下院議長が、構内の暴徒が掃討されたら選挙人団の集計を続ける予定だと述べた[119]。
- 17:34: 議事堂の安全が確保される[190]。
- 17:45: ミラー国防長官代理が州外の州兵の召集と議会警察への支援配備の正式な認可に署名した[243]。同じ頃、3時に議事堂内で議会警察に撃たれたアシュリー・バビットが死亡[119]。
- 18:00: コロンビア特別区当局、夜間外出禁止令を発令[119]。
- 18:01: トランプ大統領が「これらは、尊ぶべき選挙の圧倒的勝利が長い間ひどく不当な扱いを受けてきた偉大な愛国者たちからあまりにも無慈悲に、そして凶暴に剥奪されたときに起こる物事や出来事なのだ。愛を持って元気に家へ戻ろう。この日を忘れるな！」とツイートした[119]。
- 18:14: 議会警察、首都警察、DCNGが議事堂西側部分を包囲することに成功した[243]。
- 19:00: Facebookがトランプ大統領のFacebookとInstagramの投稿を「暴動を扇動し、暴徒を止めなかった」として削除した[119]。
- 19:02: Twitterがトランプ大統領のツイートを削除し、「市民保全方針（Civic Integrity Policy）に幾度となく反した」として大統領のアカウントを12時間凍結した[119]。
- 20:00: 議会警察が連邦議会議事堂内が安全になったことを宣言した[243]。
- 20:06: ペンス副大統領を議長のもと上院は議事を再開し、アリゾナ州の選挙人団の投票を集計することへの異議申し立ての議論を続けた[59][119]。
- 20:36: Facebookがトランプ大統領のアカウントを24時間ブロックした[119]。
- 21:02: ペロシが下院の議事を再開させた[60][119]。
- 22:15: 上院が、アリゾナ州の選挙人団投票の集計に反対する一部の共和党上院議員の異議申し立てに対して、93-6の反対票を投じた[256][257]。
- 23:30: 下院は303-121で共和党員の反対を否決した[257]。

### 1月7日
- 0:00過ぎ: ペンシルベニア州の選挙人団投票の集計に反対する共和党上院議員の反対意見を92対7で上院が否決した[257]。
- 0:15: 共和党下院議員スコット・ペリー（英語版）とジョシュ・ホーリー上院議員がペンシルベニア州の選挙人団投票の集計に異議を唱え、両院で2時間の討論を行った[257]。
- 2:20: 一部の議員が下院本会議場で小競り合いになる。下院議員コナー・ラム（英語版）が昨日起きた親トランプ派の暴徒による連邦議会議事堂への攻撃は、「あなたが今夜この議場で聞いている嘘と同じ嘘に鼓舞されたものだ」と述べた。モーガン・グリフィス（英語版）はラムの発言に異議を唱えたが、ペロシ下院議長によって却下された。数分後、両党の議員が通路の真ん中で語気を強めて激しく議論をしていたが、ペロシ議長が秩序を求めたため解散した[257]。
- 3:10: ペンシルベニア州の件について、議会は282-138で共和党議員の主張を否決した[257]。
- 3:24: 結局、共和党議員の唱えたすべての主張が否決され、開票が再開された。開票の結果、バイデンが306-232で勝利したため、ペンス副大統領はバイデンが大統領選に勝利したと断言した[119][257]。
- 21:30頃: 議会警察のブライアン・D・シックニック（Brian D. Sicknick）が脳卒中により自然死[258][259]。事件直後には襲撃事件による負傷が原因で亡くなったとの誤報が流れた[260]。

### 1月8日
- 夜: Twitterがトランプのアカウントを「更に暴力を扇動する危険性がある」として永久凍結した[261]（この凍結は2022年4月26日、新しくCEOとなったイーロン・マスクによって解除された）。
- 夜: 襲撃事件に利用されたParler[262]がGoogle PlayとAppleのApp Storeから削除された。Parlerのユーザーが連邦議会議事堂での更なる暴動を企てていたとされていた。上記の理由から、ParlerはAmazon Web Servicesからも削除されるところであった[263]。

## 被害

### 犠牲者
1月6日の事件により警察官をふくむ、少なくとも6人が病院に搬送された。
| 名前                                   | 現地名                      | 性別 | 年齡 | 死因 | 註釈 |
| -------------------------------------- | --------------------------- | ---- | ---- | --- | --- |
| アシュリー・バビット                   | Ashli Babbit                | 女   | 35歳 | 議会警察に首を撃たれ、その傷がもとで死亡                                                                                  | 14年にわたってアメリカ空軍に勤務した退役軍人であり、カリフォルニア州サンディエゴ出身。Qアノン信者。 |
| ベンジャミン・フィリップス             | Benjamin Phillips           | 男   | 50歳 | デモ中に脳卒中を起こし危篤状態になり、その後死亡                                                                          | ペンシルヴェニア州出身のコンピュータープログラマー。当日10時半に他のデモ参加者とバスでワシントンD.C.へ駆けつける。 |
| ブライアン・D・シックニック            | Brian D. Sicknick           | 男   | 42歳 | 脳卒中による自然死。当初は暴徒を鎮圧する任務中に負った怪我により死亡したと誤って報じられた                                | ニュージャージー州出身の議会警察官。1997年から2003年の間空軍州兵としてサウジアラビアとキルギスタンで勤務。2008年7月より議会警察緊急対策本部に所属。議事堂で葬儀（lying in honor）が執り行われる。アーリントン国立墓地に埋葬。 |
| クリストファー・スタントン・ジョージア | Christopher Stanton Georgia | 男   | 53歳 | 夜間外出禁止令違反、議事堂の敷地侵入を試みた事で逮捕され、その後自宅で胸を銃で撃って自殺                                  | ジョージア州出身。 |
| ガンサー・ハシダ                       | Gunther Hashida             | 男   | 43歳 | 自殺 | 日系人 |
| ハワード・リーベングッド               | Howard Liebengood           | 男   | 51歳 | 不明（公式発表によるとハワードは9日の晩に死亡したとしか書かれてないが、いくつかのメディアはハワードは自殺したと報道した） | 議会警察官でヴァージニア州出身。Template:仮リンクハワード・S・リーベングッドの息子。 |
| ジェフリー・スミス                     | Jeffery Smith               | 男   | 35歳 | 自殺 | コロンビア特別区首都警察警察官。退役軍人。 |
| ケヴィン・グリーソン                   | Kevin Greeson               | 男   | 55歳 | 危篤（抗議デモ中に心臓病の発作を起こす）                                                                                  | アラバマ州出身。高血圧に悩まされ、刺激を受けた状態で心臓発作を起こしたことがある。 |
| カイル・デフライタッグ                 | Kyle DeFreytag              | 男   | 26歳 | 自殺 | |
| ロウザン・ボーイランド                 | Rosanne Boyland             | 女   | 34歳 | 議事堂西側で警察のラインを突破しようとした暴徒の束の中で踏みつけられ、その傷が元で危篤になりその後死亡                    | ジョージア州出身。薬物中毒歴のあるQアノン信者。 |

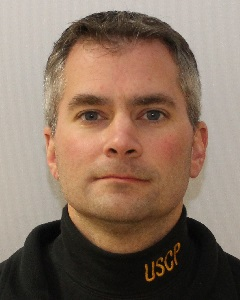
議会警察官のブライアン・D・シックニックは襲撃事件の翌日に脳卒中により自然死した

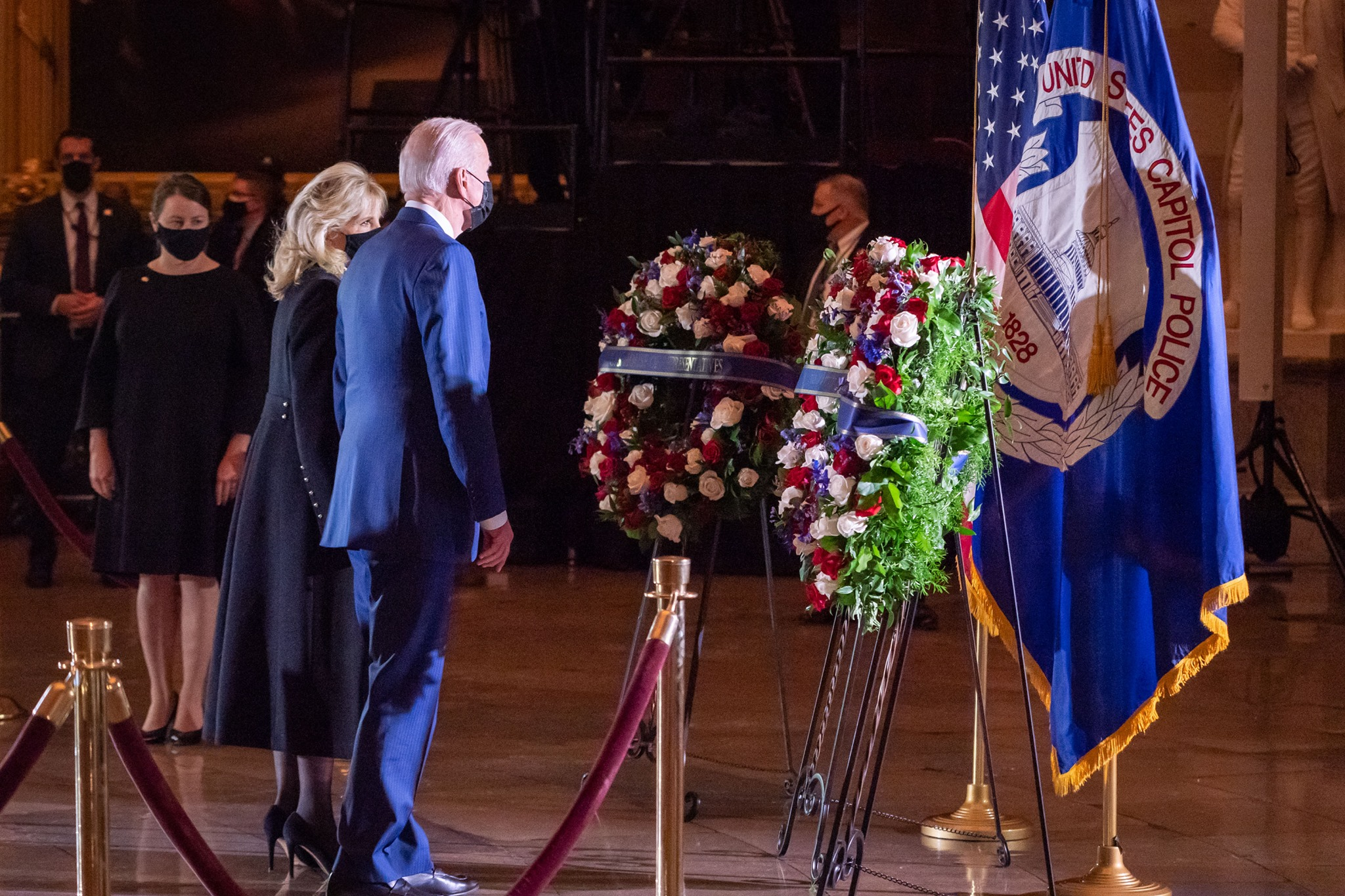
亡くなったブライアン・D・シックニックに議事堂で哀悼の意を捧げるバイデン大統領

抗議デモ参加者の一人であるアシュリー・バビット (Ashli Babbitt)が議事堂内にて銃で首を撃たれて死亡した。バビットは当時35歳で、14年にわたってアメリカ空軍に勤務した退役軍人であり、熱狂的トランプ支持者であった。
議会警察長官スティーブン・サンドの説明によれば、バビットは他の乱入した抗議者たちとともに、制止を突破して下院本会議場に向かっていた。抗議者たちがバリケードで塞がれた議場の扉を突破しようとしていた時、トランプ旗が印刷された服を着ていたバビットが扉と壁の間にある隙間を乗り越えようとしたところ、議事堂内にいた警察官に撃たれそのまま後ろに倒れた。警察がワシントン・ポストに伝えたところによると、警察はバビットが武装していないと確信していたが、彼女を撃った警官はそのことを知らなかったと述べた。ただ、多くの侵入者が武器を隠し持っていたことには気付いていたと話している。彼女を射殺した警官は通常の規定に従い事実関係の調査が済むまで休職中である。
バビットはトランプ支持団体で、トランプがペドフィリア悪魔崇拝者による性的人身売買などの世界的陰謀 を暴き、その陰謀を打倒すると予言しているQアノンの陰謀論を信じており、標語である”Where We Go One, We Go All”の略であるWWG1WGAと書かれたQアノンの旗を家で掲げ、Twitterではその「嵐」(“the storm”)についてツイートしている。Twitterでの最期の言葉は前日に投稿した「何も私たちを止めることはない。彼らはいくらでも抵抗できるが、嵐はここにあり、それは24時間以内にワシントンに襲来する。闇から光へ！」( "Nothing will stop us ... they can try and try and try but the storm is here and it is descending upon DC in less than 24 hours ... dark to light!")だった。
警察によると、これ以外に議事堂周辺でトランプ支持者の30代女性1人、50代男性2人の死亡が確認されたという。「医療措置を必要とする緊急事態」だったとしているが、原因は明らかになっていない。また議会警察官ブライアン・D・シックニック巡査が、翌日に脳卒中により自然死している。この件は当初、議事堂警備中に負った怪我が原因で死亡し、詳細は暴徒が使用した熊よけスプレーが原因だと誤って報じられた。2月2日から2月3日にかけてシックニック巡査の遺体が議会に安置され、バイデン大統領とジル・バイデン大統領夫人が遺体と対面し胸に手を当てて黙とうした。
2021年1月9日時点で確認されている死者は合計5人。

### 物的損害と略奪

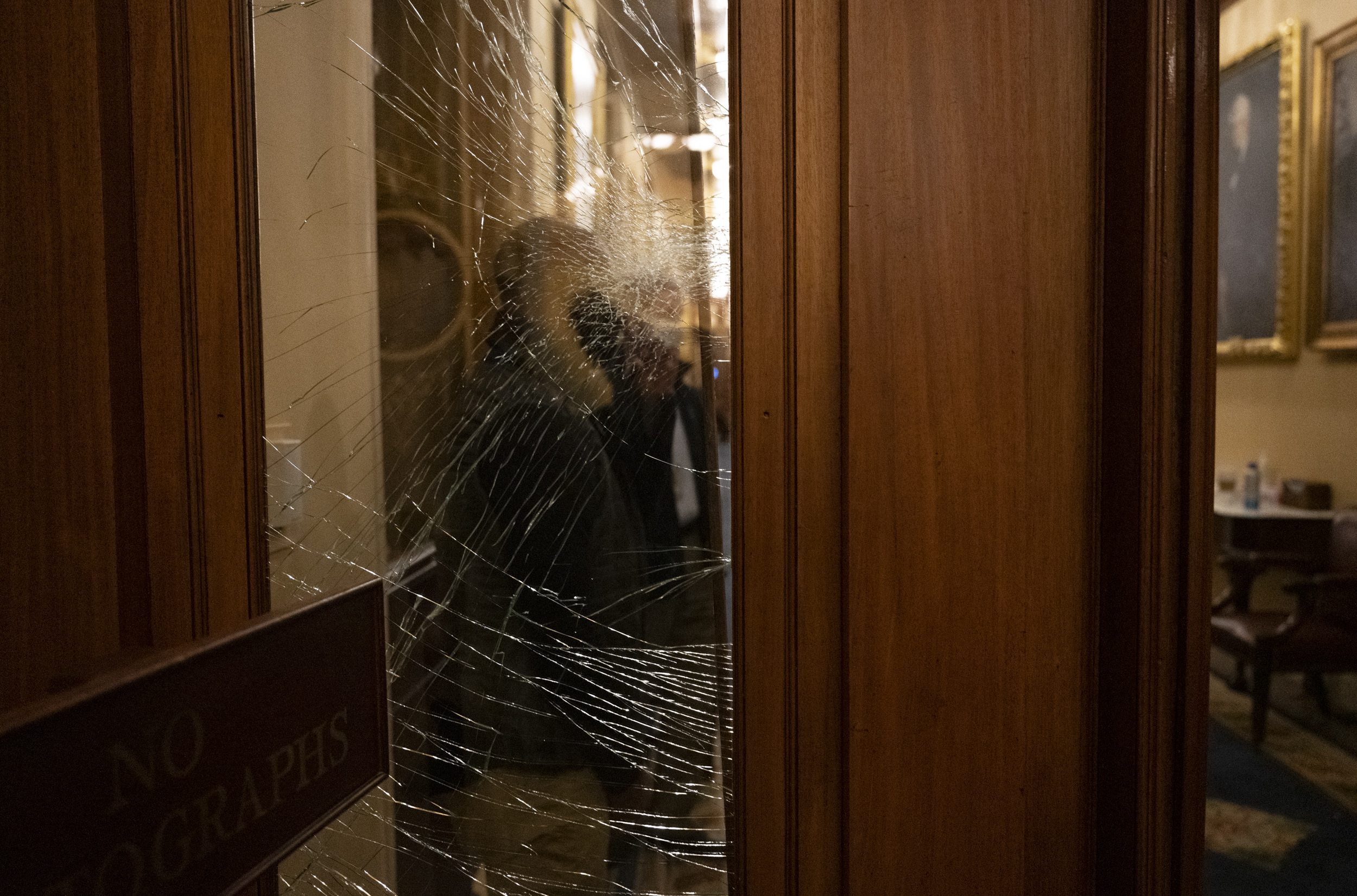
暴徒の攻撃によって損傷した窓ガラス

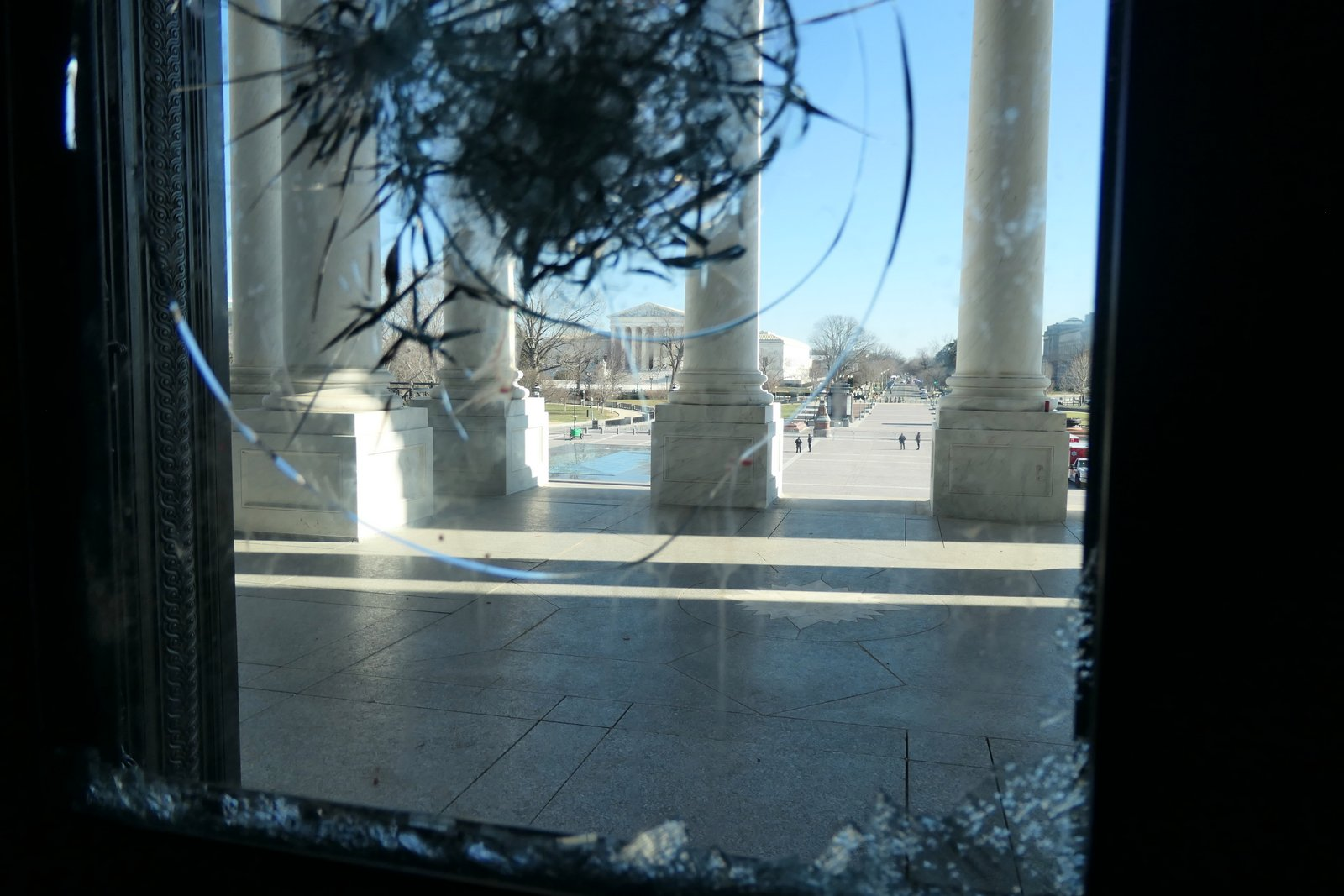
暴徒により破壊されたドアのガラス

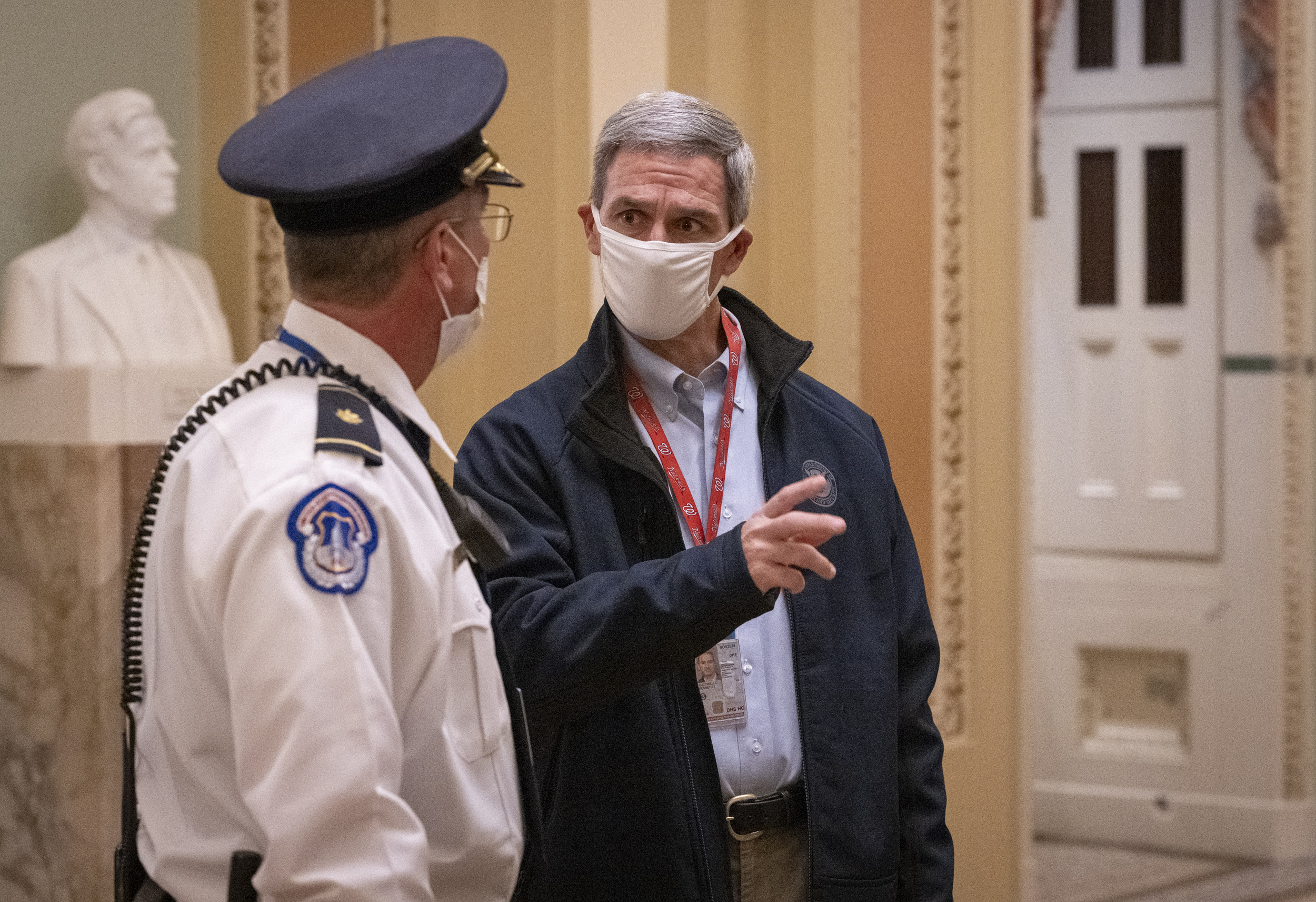
暴徒による建物被害を確認するケン・クチネリ国土安全保障副長官

議会警察によると暴徒たちは連邦議会議事堂の施設をひどく損傷させたとされ、建物が「破壊された（trashed）」と報告した。抗議デモ参加者らがソーシャルメディアにシェアした写真に、彼らが窃盗や器物損壊などの犯罪行為を行っていたことが判明した。暴徒らはナンシー・ペロシの事務所を荒らすと、部屋にあったテーブルをひっくり返して壁に貼ってある写真を破り捨てたという。上院議事運営専門員の事務所に関していえば、部屋中を物色された末に美術品を略奪されたという
。また一部の廊下には誰かがそこで排尿や脱糞をした形跡があった。建物内のガラスというガラスが粉々に割られ、床はその破片で散らかっていた。
大理石でできた19世紀のザカリー・テイラー第12代大統領の胸像は血と思われるもので汚されたものの、最も価値のある芸術品は損傷を免れたが、トマス・ジェファソンの大理石の像やジェームズ・マディソンの肖像画などにガスによる腐食作用の残留物がみられ、スミソニアン博物館で修復が行われる。施設内のいくらかの家具が損傷しひっくり返され、あるいは盗まれた。また暴徒たちは記者を追い払った後、議事堂の外でAP通信社の録音・放送機器を破壊し、それを止めようとした警察が怪我を負った。彼らは公民権運動指導者であるジョン・ルイスのポスターをも破壊した。議事堂建築監は2月には、3月までのセキュリティ対策分も含めて、被害総額は3000万ドルに達すると議会に説明した。暴動後に残された旗、ステッカー、ナンシー・ペロシの破壊された表札などは議会のコレクションに保存され、また博物館にも共有される予定。国立アメリカ歴史博物館は襲撃とその文脈を理解するための物品・情報の収集を開始すると発表した。
他にも上院議員のジェフ・マークリィのノートパソコンが盗まれ、司法省の報告書は国家安全衡平法（National Security Equities）の文書が盗まれたかもしれないと発表した。軍事ニュースサイトSOFREP（Special Operations Force REPort、「特殊作戦部隊報告」）は、数台の機密情報の入ったノートパソコンが盗まれ、そのうちのいくらかがSIPRNetにログインしたまま放置されていたため、当局は1月7日にセキュリティアップデートのためにSIPRNetを一時的にシャットダウンし、アメリカ陸軍特殊作戦コマンドは1月8日にSIPRNetに接続されているすべてのコンピュータを再承認すると報じた。
トランプ支持者が襲撃の際に盗んだナンシー･ペロシ下院議長のノートパソコンを仮想敵国であるロシアの情報機関に売ろうと試みたという裁判での証言も出ている。

## 反応・分析

### 政界の反応
存命の元大統領4人（バラク・オバマ、ジョージ・W・ブッシュ、ビル・クリントン、ジミー・カーター）全員が暴動を批判する声明を出した。また連邦議会議員からもトランプがデモ隊を煽って起こした「クーデター」「反乱」であるという批判の声が続々とあがっている。

#### 民主党党員からの反応
次期大統領ジョー・バイデンは「われわれの民主主義がかつてない攻撃にさらされている」「連邦議会議事堂に突入し、窓ガラスを割り、オフィスと米上院の議場を占拠し、適法に選出された議員の安全を脅かす？ これは抗議デモではない、反乱だ」「彼らは暴徒であり、国内テロリストだ」 と述べて批判した。また昨年夏にワシントンで起きた人種差別や警察暴力の抗議デモ『Black Lives Matter（黒人の命も大事だ）』運動で、重装備の連邦当局が催涙ガスやゴム弾などを使用して平和的集会まで排除したのに比しての今回の警備当局の消極的対応に憤り「もし議会を襲ったのが『Black Lives Matter運動』のデモ隊だったら、昨日議会を襲ったごろつき連中とはまったく別の扱いを受けたはずだ」と述べた。
前大統領バラク・オバマは「連邦議会での暴力は、現職の大統領が合法的な選挙結果について根拠のない嘘をつき続けたことで引き起こされたもので、我々の国の大いなる不名誉と恥として歴史に刻まれるだろう」と声明し、トランプを批判した。
元大統領ビル・クリントンも声明し「きょう私たちは連邦議会、憲法、そしてわれわれの国に対する前例のない攻撃を受けた。この攻撃は意図的に誤った情報を広め、私たちの国に不信感を植え付け、アメリカ人どうしを敵対させた毒のような政治によってあおられた」とトランプ政治を批判したうえで「選挙は公平に行われ、結果は揺るがない。われわれは憲法が定める平和的な政権移行を完了しなければならない。きょうのような暴力を拒否し、共に前進しなければならない」と訴えた。
次期副大統領カマラ・ハリスは、いま米国は2つの司法制度を目の当たりにしているとして「1つは昨日、過激派に米連邦議会議事堂への襲撃を許したもの。そしてもう1つは昨年の夏、（BLM運動の）平和的な抗議者に催涙ガスを放ったものだ。ただただ受け入れがたい」と批判した。
下院議長ナンシー・ペロシは「議会を襲った暴力は、我が国の歴史に永遠に残るおぞましいことだ。扇動的な行為で、大統領は国と国民に対し、筆舌に尽くしがたい襲撃をした」と述べた。
民主党上院院内総務チャック・シューマーは「2021年1月6日は、米国史における最も不名誉な日の一つとして永遠に記憶されるだろう。合衆国第45代大統領が残す、最後の、恐ろしい、消し去ることのできない遺産である。間違いなくこれまでで最悪の大統領だ」と述べた。
2020年の大統領選挙予備選に出馬した上院議員バーニー・サンダースは、Twitterで「今日の混乱の直接の責任者はドナルド・トランプであり、彼は権力を維持するためには、暴動や暴力の扇動など何でもすることを明らかにした。トランプは歴代最悪かつ最も危険な大統領として名前を残すだろう」と述べた。
同じく予備選に出馬した上院議員エリザベス・ウォーレンは「今日の議事堂での暴力は、クーデター未遂であり、反乱行為であった。この国の民主主義を転覆させるべく、腐敗した大統領によって扇動されたものだ」と述べた。
事件直後数日で、暴徒とセルフィーを撮ったり、バリケードを取り払う警察官の動画が流布している事や、複雑な議事堂内で案内なしに狙ったオフィスを襲撃するのは難しいと考えられる事から、プラミラ・ジャヤパル下院議員、スティーブン・ホースフォード下院議員、リンダ・サンチェス下院議員など多くの民主党所属の議員から、一部の警察官による暴徒への協力・共謀を疑う声が出た。

#### 共和党党員からの反応
ホワイトハウス担当顧問によると、トランプは暴動をこれ以上鎮静化させようとは思っていなかったと述べた。付け加えて「できることなら、あの暴徒化した抗議デモ参加者の中に、トランプを今すぐにでも投げつけてやりたい！」と怒りをあらわにした。
ペンス副大統領は1月6日3:35 p.m.のツイートで「この連邦議会議事堂への攻撃は許しがたい行為であり、暴動に関わった関係者は法に則って起訴されるだろう」 と述べた。議事堂にいた関係者が避難を終え、上院に戻るとペンスは「今日は連邦議会議事堂に残る暗黒の日であった ... 今日我々の連邦議会に大混乱をもたらした人たちへ告ぐ、あなたがたは負けたのだ、暴力は決して勝つことはなく自由が勝つ。そしてここはまだ市民たちの議事堂なのである」と発言した。
クリストファー・C・ミラー国防長官代行は「議事堂での暴力は非難に値し、合衆国憲法の原則に反する。私と国防総省はバイデン次期大統領への平和的な権限の移行を成し遂げる」と声明で述べた。
共和党上院院内総務ミッチ・マコーネルは再開後の議会で「彼ら（乱入したトランプ支持者）は私たちの民主主義を崩壊させようとした。彼らは失敗した。この失敗した反乱は、私たちが再開前にしていた仕事（バイデンの選出作業）が私たちの共和国にとってどれほど重要であるかを強調するだけだ」と演説した。またワシントンポストによればマコーネルは「ドナルド・トランプ大統領とは二度と話したくない」と述べたという。1月19日には「暴徒はトランプによって挑発され、うそを吹き込まれていた」と発言した。
元大統領ジョージ・W・ブッシュは、トランプの名前こそ出さなかったものの「大統領選以降の一部の政治指導者の無謀な行為と、きょう（の議会乱入で）示された米国の制度や伝統への敬意の欠如に愕然としている」と声明した。
2012年に共和党大統領候補だった上院議員ミット・ロムニーは「きょう議会で起きたことは米国大統領があおった反乱だ」とトランプを非難した。
2016年大統領選挙の予備選挙に出馬した上院議員テッド・クルーズは直前にトランプに同調して異議申し立てをしていたが、暴動事件翌日には「トランプ氏の発言や言葉遣いはしばしば一線を越える。特に昨日は一線を越えた。私はそれに賛同しないし、この4年間、トランプ氏の発言に賛同したこともない」と述べ、トランプを突き放した。
トランプ政権の元国防長官だったジェームズ・マティスは「（トランプが）大統領職を利用して選挙に対する信頼を破壊し、市民への敬意を毒することが可能だったのは、臆病者として不名誉な名を残すであろう似非政治指導者たちがいたからだ」と述べた。
バーモント州知事フィル・スコットは「民主主義の構造と共和国の原則が大統領の攻撃を受けている。もう十分だ。トランプ大統領は辞任するか、閣僚や議会によって罷免されるべきだ」と述べた。
俳優で元カリフォルニア州知事アーノルド・シュワルツェネッガーはTwitterに投稿した動画の中で「6日は、ここ米国にとっての『水晶の夜』だった」「トランプ大統領は、選挙の結果、それも公平な選挙の結果を覆そうとした。人々をうそで惑わせ、クーデターを試みた」「トランプ大統領は指導者として失格だ。最悪の大統領として歴史に刻まれる。幸いなことに、もうすぐトランプ氏は、古いツイートのようにどうでもいい存在になる」「あなたがどの政党に属していようとも、お願いする。ジョー・バイデン次期大統領に対して私と一緒にこう言ってほしい。『バイデン次期大統領、わが国の大統領として大きな成功を祈っています。あなたが成功すれば、この国も成功する』」「合衆国憲法を覆せると思っている人は知っておくべきだ。あなたが勝つことは絶対にない」 と述べた。
トランプの娘イヴァンカ・トランプは当初暴徒たちを指して「アメリカの愛国者たち」とツイートし、非難を浴びてツイートを削除した。
共和党全国委員会は、1月6日、暴力行為を非難する声明を発表した。
事件後トランプと距離を置こうという動きが共和党内で急速に強まっており、共和党が「トランプ党」たるのは終焉に向かうだろうという見方が出ている。

### 米軍の反応
陸空軍参謀総長・海軍宇宙軍作戦部長・海兵隊総司令官・州兵を管轄する州兵総局長で構成されるアメリカ統合参謀本部は議長のマーク・ミリー陸軍大将ら制服組トップが署名して全ての米軍兵士に宛てた異例の声明を出し、「連邦議会や議事堂、憲法上の手続きに対する直接的な攻撃だ。我々は憲法を守り、支持する。憲法上の手続きを混乱させる全ての行為は我々の伝統や価値観、誓いだけでなく、法に背いている」と非難して「各州や裁判所が確認して議会も認定した通り、2021年1月20日にはバイデン次期大統領が憲法に基づいて就任し、46代目の最高司令官となる」と述べた。また、ミリー統合参謀本部議長は「トランプが唆した非合法デモは、1933年2月のドイツ国会議事堂放火事件と同じだ」「クーデターを連中は計画しているが、軍や中央情報局（CIA）、連邦捜査局（FBI）の手を借りずにクーデターなど成功するわけがない。銃は我々が握っている」と内々に発言してトランプがクーデターを命じた場合は陸海空各軍のトップと1人ずつ辞任する計画を行っていたと内幕本で暴露されており、これに対してトランプは「ミリーという男は極左がアメリカと星条旗を攻撃するのをただ傍観していただけだ」「周囲の反対を押し切って私が統合参謀本部議長にしたのは、バラク・オバマがミリーを解任したからだ。ミリーほど国防総省で尊敬されていない人間はいない」「クーデターを起こすつもりだったとしても、ミリーとだけはやりたくなかった」とこき下ろした。

### 実業界の反応
全米製造業協会はトランプ支持者の暴動を「法と秩序のない混沌、扇動である」と非難し、扇動者であるトランプの早期免職を求める声明を出した。
経営者団体ビジネス・ラウンドテーブル（日本の経団連に相当する団体）は、「この混乱は、正当に実施された選挙の結果を覆そうという行為の結果だ。この混乱に終止符を打ち、政権の平和的な移行を遂行するよう大統領とその関係者に要求する」という声明を出した。
大手銀行JPモルガン・チェースの最高経営責任者（CEO）ジェームズ・ダイモンは、ソーシャルメディアを通じて声明を出し「暴力行為を強く非難する。我が国の国民がすべきことではない。政治家はこの暴力を止める責任がある」「トランプ大統領とその支持者が選挙の結果を受け入れ、民主主義を尊重して平和的な政権の移行を支援すべき」と主張した。
グーグルCEOのサンダー・ピチャイは社員に送った電子メールで「今日、議会で起きている無法と暴力は民主主義に対するアンチテーゼであり、強く非難する」と述べた。

### 利益団体の反応
アメリカ労働総同盟・産業別組合会議（AFL-CIO）執行委員会は「ドナルド・トランプ大統領によって煽られ、自由で公正な選挙の結果を覆そうとした暴徒たちによる合衆国議会議事堂への酷い襲撃は、アメリカ史上最大の民主主義への攻撃の1つである。そして、侵入者が議会内のホールを自由に歩き回ることを許されたという事実は、私たちが白人至上主義のシステムとその擁護者を解体しなければならない理由の最新の例の1つである」という声明を出した
全国有色人種向上協会（NAACP）会長デリック・ジョンソンはトランプ支持者の襲撃に対する警察の不作為を批判し、昨年夏に警察がBLM運動に対して平和的な抗議運動をしていた者を「犯罪者であるかのように」対応したことと二重基準であると批判した。

### 国際社会の反応
国際連合 - 国連事務総長アントニオ・グテーレスは、報道官を通じて声明を発表し「アメリカの首都ワシントンの連邦議会議事堂で起きた出来事に悲しみを覚えている」「このような状況下では、政治的指導者が支持者に対して暴力を自制し、民主的なプロセスと法の支配を尊重する必要性を説くことが重要だ」として、名指しは避けながらもトランプに対して対応を促した。
 欧州連合 - 欧州委員会委員長ウルズラ・フォン・デア・ライエンは「私は米国の制度と民主主義の力を信じている。政権移行が核心である。ジョー・バイデンが選挙に勝利した」「次期米国大統領の彼と一緒に働くことを楽しみにしている」と述べた。
 イギリス - イギリス首相ボリス・ジョンソンは「アメリカは私にとって常に自由や民主主義といった重要なものの象徴だった」「トランプ大統領が連邦議会議事堂への襲撃を促したことや、自由かつ公平な選挙の結果に疑問を投げかけ続けたりしていることは完全に間違っている」「バイデン氏が議会の手続きで正式に次期大統領として確定した。民主主義が勝利したことはとても喜ばしいことだ」と述べた。
 フランス - フランス大統領エマニュエル・マクロンは「ワシントンで起きたことは『アメリカ』ではない。私達は民主主義の強さを信じている。アメリカの民主主義の強さを信じている」「民主主義に疑問を呈したい少数の人々の暴力には屈しない」という声明を出した。
 ドイツ - ドイツ首相アンゲラ・メルケルは7日のオンラインでの会合での挨拶において事件について触れ、「ワシントンからの映像を見て怒りを感じたと同時に、悲しくなった」「民主主義の一つの基本的なルールは、選挙の後には勝者と敗者が生まれるということだ。民主主義そのものが勝者になるためには、両者は品位と責任感を持って自分の役割を果たさなければならない」「残念ながらトランプ氏は敗北を認めてこなかったし、6日も認めなかった。その代わりに選挙結果への疑いが煽られた。そのことにより、このような暴力的な出来事を起こして良いという雰囲気が広まった」と述べてトランプの言動を批判した。
 イタリア - イタリア首相ジュゼッペ・コンテは「私はワシントンで何が起こっているのかを非常に心配し続けている。暴力は、政治的権利や民主的自由の行使とは両立しない。私は米国の機関の堅実さと強さを信頼している」と声明した。
 カナダ - カナダ首相ジャスティン・トルドーは「われわれが目撃したのは暴徒による民主主義への攻撃であり、現職の大統領と他の政治家によって扇動されたものだった」と述べ、トランプを批判した。
 オーストラリア - オーストラリア首相スコット・モリソンはTwitterで「とても悲惨な光景だ。私たちは暴力行為を批判する」「偉大な米国の民主主義の伝統にのっとって新しく選ばれた政権への平和的な移行を期待している」と述べた。
 フィジー – フランク・バイニマラマ首相は「我々が今日ワシントンで見た暴力的光景は世界中の民主主義国家に対する侮辱を意味する。真の民主主義はどの国にとっても軽視すべきではない貴重な宝物であり、我々はアメリカが先日の襲撃事件を最後に、これらの醜い出来事に対して終止符を打つことができることを確信している。」と発表した。
 イスラエル - トランプの盟友として知られるイスラエル首相ベンヤミン・ネタニヤフも「きのうの連邦議会で起きた暴動は恥ずべき行為で、厳しく非難されるべきだ」「アメリカの民主主義が倒れることはない。私はそう信じているし、これまでもそうだった」と声明した。
 イラン - アメリカと対立するイラン大統領ハサン・ロウハーニーは7日の演説で「いま西側諸国の民主主義は脆弱な状態になっている」「不適切な人物が国を率いることで何が起きるかわかったはずだ」「次の指導者がアメリカを正しい道に戻す責任がある。アメリカは偉大な国のはず」と述べた。
 メキシコ – メキシコのアンドレス・マヌエル・ロペス・オブラドール大統領は「これらの衝突は平和的に解決すべきである」と述べた後に、「一連の事件はアメリカ人自身が解決させるべきものであり、それ故に我々はアメリカに一切干渉するつもりはない。それが我が国の方針であり、現時点で私が言えることだ。」と主張した。しかし、アンドレスはTwitterとFacebookがトランプ大統領のアカウントを凍結したことを非難した。
 日本 - 加藤勝信官房長官は「懸念を持って注視している。米国の民主主義が困難な状況を乗り越え、社会の平穏と協調を取り戻すとともに、平和的かつ民主的に政権移行が進むことを期待したい」と述べた。菅義偉首相は、１月８日の記者会見で見解を問われて「次期、バイデン大統領の下で、米国国民の皆さんが一致結束して歩んでいただきたい、このように思います。」と答え、10日のNHKの番組のなかで「トランプ大統領の支持者がワシントンの連邦議会議事堂を占拠した事件は『きわめて残念なことだった』とする一方、『日米同盟を軸に外交を展開していくことは変わらない』と語った。13日、茂木敏充外務大臣は、ケニア訪問中の記者会見における発言で、「選挙の結果を暴力で覆すことは断じて許されないと考えております。」と述べた。なお、事件から2日後の1月8日の会見における発言には、外務省の公式発表の記載による限り、事件に関するものはない。
 中国 - 中華人民共和国外交部報道局長華春瑩は「米国民が平和・安定・安全を享受できるよう望む」と述べつつ2019年に起きた逃亡犯条例改正案に抗議するデモ隊による香港特別行政区立法会の占拠と比較して「（米側は）香港の暴徒を民主主義の英雄と呼んで美化したが、今回の事件は暴動と非難しているのは二重基準だ」と批判した。
他にも20をこえる国々がアメリカ国内の暴動への懸念を抱いた。中にはこの襲撃事件を歴史上の他の異常な出来事に例えて、アメリカ政府を非難する国家もあった。

### 識者による分析
集団暴力とフーリガンの心理に関する研究で知られるキール大学教授クリフォード・ストットは、公然と犯罪を犯している暴徒に「喜び」のムードが漂っていることがとりわけ興味深いと述べた。「この集団には非常に明確な目的があり、自分たちの行動は合法であるとの考えに突き動かされていた。彼らの大統領が最高司令官として、彼らにこうした行動をとるのを認めたと、彼らは認識していた」「それに、議会そのものが汚職に支配されているとの考えがあったからだ」と分析している。
アメリカ研究者・文化人類学者で慶應義塾大学教授の渡辺靖は「今回の米連邦議会での騒乱は、トランプ時代の悪い部分を最も残念な形で浮き彫りにした。トランプ氏はこの4年間、米国民全体の大統領であろうとするよりも、自分の支持者をたきつけて分断をあおってきた」「暴動には白人至上主義者や極右集団の姿も見られた。彼らは今の米国政治のエスタブリッシュメント（既得権益層）に反発し、自分たちは被害者だという意識を持っている。主流派の政治家やメディアをたたいてきたトランプ氏は、彼らにとって救世主のような存在だ。権力の座から追いやられる自分たちの救世主を救おうと行動に出たのだろう。」と分析している。
オウム真理教事件を追ったジャーナリストで神奈川大学特任教授江川紹子は「トランプ氏とその熱烈支持者は、分断を招く二元論的思考、陰謀論との高い親和性、現実を無視した独自の世界観、独裁志向といった従来からの傾向に加え、大統領選の敗北以降、過剰な被害者意識、極度の他責思考、目的のために手段を選ばないやり方など、その『カルト性』を高めてきた」「今回の暴動は、何としても投票結果認定の手続きを妨害したいリーダーの意向を、『目的のためには手段を選ばない』やり方で実現したもので、まさにカルト的集団らしい行動」と論じる。また日本のトランプ再選デモで見られた「これはもう大統領選挙ではない 善と悪との戦いだ！」と書かれたプラカードについて「こうした善悪二元論はカルト的志向の典型」と論じる。トランプ支持者が具体的証拠もなく裁判でも退けられた「不正選挙」の主張を延々と繰り返していることについて、オウム真理教が選挙に出て惨敗した時、麻原彰晃が具体的証拠もなく「票のすり替えがあった」として「国家権力やフリーメーソンによる不正選挙」と主張し、信者たちがそれを受け入れたことと同じ現象と主張する。その心理状況について「カルト的思考・発想に陥った人たちにとっては、具体的な『事実』よりも、自分たちの心の中にある『真実』、あるいは大事なリーダーの言葉が大事になる」と論じる。カルト思想の元となる陰謀論は思想の左右を問わず発生するので、陰謀論は一つ一つ否定していくしかないと結論する。

## 余波
国防総省は、新大統領就任式の警備の為、他州からも州兵を、最大で1万5千人派遣すると発表した。11日の時点で6つの州から6千人が派兵済み。またワシントン記念塔が24日まで閉鎖される。

### 関係者の避難
暴徒が議場や下院議長室に侵入したため、当時行われていた合同会議が約6時間にわたって中断され、会議の議長を務めていたマイク・ペンス副大統領や議員らが一時避難した。

### SNS
トランプが議事堂に集まった支持者らを称賛するツイートなどを投稿していたため、暴力事件拡大を憂慮したTwitterとFacebookは、規約違反の投稿をしたとしてトランプのアカウント「@realDonaldTrump」を一時凍結した。Twitterは、トランプが今後再びTwitterのルールに違反した場合には同氏のアカウントを永久に停止すると警告したが、その後にトランプがバイデンの就任式には出席しないとツイートしたことが暴動扇動と見做され、2021年1月8日に永久停止された。また、YouTubeとTwitchもトランプの公式チャンネルを停止した。大統領公式アカウント「@POTUS」（President of The United Statesの略）は有効だが、トランプはこれを使って「民主党や左翼への迎合だ」と反論ツイートを行なったため、Twitterによって削除されている。Qアノン関連のTwitterアカウントも対象になり、1月8日、マイケル・フリン前国家安全保障問題担当大統領補佐官、弁護士のシドニー・パウエル、ロン・ワトキンスのアカウントは永久凍結された。更に1月11日までこの陰謀論に関連する7万のアカウントが削除された。またWalkAway campaignなどの保守系のページもFacebookから削除された。
トランプはTwitterの凍結解除後、襲撃を非難して「議会が選挙結果を確定させたため、1月20日に新政権は誕生する。今、私は秩序ある円滑な政権移行に専念し、癒しと和解を求めている」とビデオメッセージで述べた。FacebookとInstagramは、トランプのアカウント凍結を政権移行が完了するまで継続することをCEOのマーク・ザッカーバーグは明かした。
トランプのSNSアカウントの凍結措置に対して検閲であると批判の声も上がっており、メキシコのアンドレス・マヌエル・ロペス・オブラドール大統領は「検閲はよくない。TwitterやFacebookが誰かを検閲し、メッセージを送る権利を剥奪するのはよくない。同意できない、容認できない。」とSNS各社を非難した。また投稿内容が有害かどうかを判断するのは企業ではなく国家の責任であると指摘した上で、ソーシャルメディアでは自由な自己表現が認められるべきだとアンドレスは訴えた。ドイツのアンゲラ・メルケル首相はシュテフェン・ザイベルト報道官の「表現の自由は、基本的権利として重要」であり、その制限が「法に従うべきであり、民間企業が決めるものではない」という観点から、メルケル首相はトランプ氏のアカウントが永久に凍結されたことを問題視している。またトランプ大統領も「ツイッターは過激な左翼と連携して表現の自由を侵害した」と反発した。ケン・パクストンテキサス州検事長は、Twitterなどビッグ・テック5社は憲法修正第1条で保護された権利を侵害したとして、民事調査請求（行政的な召喚令状）を行なったが、Twitterは報復的な職権濫用だとして、3月8日、連邦裁判所に訴えを起こした。また約20州で共和党がプラットフォーマーが投稿などのコンテンツ削除を行なった際に民事裁判で訴えられるようにする法律の立法を州レベルで試みているが、いずれも連邦法通信品位法の通信品位法230条と矛盾し、また違憲であろうと見られている。2021年5月24日、フロリダ州でこれらの試みの一例目となる法律が成立した。
トランプ支持者の間で人気が高まりを見せていたSNSのParlerに対してGoogle、Apple、Amazonはアプリストアでの削除や凍結を行った。これを受け、Parlerは独占禁止法違反でAmazonを提訴し、「Parlerのアカウントを停止するというアマゾン・ウェブ・サービシズの決断は、政治的嫌悪によるものだ」、「マイクロブログ・サービス市場の競争を減退させ、ツイッターに有利になるよう計画されたものでもある」と主張した。また、Parlerは「銃殺隊を招集しろ。最初はペンスだ」と呼びかけたトランプ支持の弁護士L・リン・ウッドの投稿を削除した。
これら主要なSNSなどから追放された事により、動画共有サイトとしてBitChute、RumbleやBrandNewTube、WorldTruthVideosなどに、SNSとしてMindsやMeWeなどに、メッセージアプリとしてSignalなどに、検索エンジンとしてはDuckDuckGoなどに避難している模様。
アメリカ国内で405番目にアクセスが多かったサイトである極右のインターネットコミュニティであるTheDonald.winは、議会議事堂襲撃事件のプラットフォームとして使われたとされ、事件後の1月20日ドメインはPatriots.winに移行した。

### トランプ政権の高官の辞任
この事件を契機にホワイトハウスの幹部らもトランプと距離を置くようになり、相次いで辞意を表明している。運輸長官イレーン・チャオ、教育長官ベッツィ・デヴォス、国土安全保障長官代行チャド・ウルフ、厚生長官アレックス・アザー、メラニア夫人の首席補佐官ステファニー・グリシャム、ホワイトハウスの副報道官サラ・マシューズ、次席補佐官マット・ポッティンジャー らが辞職した。

### トランプ罷免運動
CBSニュースによると、トランプ政権内部では、大統領が職務を遂行できなくなった場合の権限移行について定めた合衆国憲法修正第25条の適用をスティーブン・ムニューシン財務長官やマイク・ポンペオ国務長官らが議論したとされるが、同条項は1967年の批准以来、用いられたことは一度もない。ただし合衆国憲法修正第25条が用いられたことは一度もないというのは正確ではなく、合衆国憲法修正第25条第3節に基づき、大統領が手術の際に、自発的に短期間権限移行したことは3回ある。発動事例のないのは合衆国憲法修正第25条第4節に基づき、大統領の意思によらないで行われる、副大統領および閣僚の過半数の申し立てによる権限移行である。
民主党上院院内総務チャック・シューマーは7日に「大統領はこれ以上、1日たりとも在職してはならない」として、政権閣僚は憲法修正第25条によってトランプを解任するべきだと述べた。民主党の下院議長ナンシー・ペロシは、政権閣僚やペンス副大統領が憲法修正第25条を使って大統領を罷免しなければ弾劾手続きに入ると明言した。
1月12日に下院が憲法修正第25条を発動してトランプ解任に動くよう促す決議案 を賛成223、反対205 で可決した。民主党の222名全員が賛成し、共和党は1名が賛成、5名が棄権したが、他205名は反対した。ペンス副大統領は採決前に修正第25条を懲罰的な意味合いで行使することは不適切と反対し、ペロシ下院議長への書簡で「トランプ大統領の任期が残り8日となった今、そのような行動が国益や憲法に即していると思わない」と修正第25条適用への反対を表明し、「ジョー・バイデン次期大統領の就任式に向けて共に歩むことで対立を減らし、我々の国を統一しようではないか。」と述べた。
一部共和党議員や共和党知事たちからも、弾劾決議への賛同や解任を求める声が上がっている。
下院は1月13日にトランプ大統領を「反乱を扇動」したとして弾劾訴追する決議案を賛成232、反対197で可決した。この際ヘレラ・バトラーら10人の共和党員が賛成に票を投じた。これによってトランプ大統領は任期中に2度弾劾訴追された史上初の大統領となった。ただし、上院議員数が両会派同数であったことから、1月20日にトランプとペンスの任期が終了するまでは上院議長たる副大統領を擁する共和党が上院多数党であり、トランプ任期中の裁判は共和党のマコーネル院内総務の意向により行われなかった。1月20日の政権移譲でハリス副大統領が上院議長となったことに伴い民主党支配となった上院で弾劾手続きが開始されることとなった。
トランプが1月20日に大統領を退任したことにより、上院での弾劾裁判は民間人として受けることになり、有罪になれば公職に公選される事が禁止されるとされているが、上院は多数でその合憲性を決議したものの、憲法上有効な手続きかは論争がある。
上院の弾劾裁判は、2月9日に開始され、合憲性について採決したあと、双方に16時間の口頭弁論の機会が与えられ、必要に応じて証人の証言を求めるか採決する。最終日に、証人を求める採決が行われたが、協議の結果証人は呼ばずに、ヘレラ・バトラーによる、1月6日にケビン・マッカーシー下院議員が暴徒が議事堂に侵入している最中に、トランプに電話をかけて暴徒を解散させるように迫った所、トランプは「ああ、ケビン、多分この人達はあなたより選挙結果に当惑してるんだと思う（Well, Kevin, I guess these people are more upset about the election than you are）」などと返答し、暴動を傍観したという供述が裁判記録に残された。2月13日、上院の弾劾裁判は判決を決め、有罪57票、無罪43票で有罪3分の2未満で無罪判決を下した。有罪票は民主党50票とミット・ロムニーら共和党7票であった。これを受けてドナルド・トランプは「米国を再び偉大にする歴史的で愛国的、美しい運動は始まったばかりだ」などと声明を発表した。バイデン大統領は声明で、「我々の歴史の中のこの悲しい出来事は、民主主義は脆弱で常に守られなければならず、我々はつねに警戒すべきであり、暴力と過激主義はアメリカに居場所はなく、我々各々がアメリカ人として、そして特にリーダーとして、真実を守り嘘を打ち負かす義務と責任がある事を我々に思い出させた。（This sad chapter in our history has reminded us that democracy is fragile. That it must always be defended. That we must be ever vigilant. That violence and extremism has no place in America. And that each of us has a duty and responsibility as Americans, and especially as leaders, to defend the truth and to defeat the lies.）」と発表した。

### 裁判
2月16日、全米黒人地位向上協会の協力の下、下院の国土安全保障委員会議長のベニー・トンプソンは、ドナルド・トランプに対して議事堂襲撃事件を煽り、弁護士のルドルフ・ジュリアーニと過激派のプラウド・ボーイズとオース・キーパーズとともに議会を中止させようと共謀したとして、クー・クラックス・クラン法を使って連邦裁判所に訴えを起こした。3月5日には、弾劾裁判で弾劾管理人を務めたエリック・スウォルウェル下院議員は、ドナルド・トランプ、ドナルド・トランプ・ジュニア、ルドルフ・ジュリアーニ、アラバマ州選出のモー・ブルックス下院議員に対して不正選挙などの誤った主張を繰り返して暴力を扇動したとして連邦裁判所に損害賠償などを求める訴えを起こした。

### 警備当局・警察官に対する反応
議事堂侵入・議会中止を許した理由について複数の司法・警察関係者は警備体制が最悪だったことをあげる。大統領就任式は厳重な警備が敷かれるが、1月6日の上下両院合同会議は、いつもは地味な存在なので、今回もそこまで緻密な警備が整えられないまま開催されていたという。だが今年はトランプが敗北を認めず陰謀論で支持者を扇動し続けていたので事前に想定できた事態であると警察の対応が問題視された。また、朝日新聞の記者である渡辺丘は、襲撃の参加者が警官と一緒に自撮りをした写真がSNS上にて拡散したことについて指摘し、警備の本気さを疑っている。また多くの民主党所属議員からは一部の警察官による共謀を疑う声が出た。

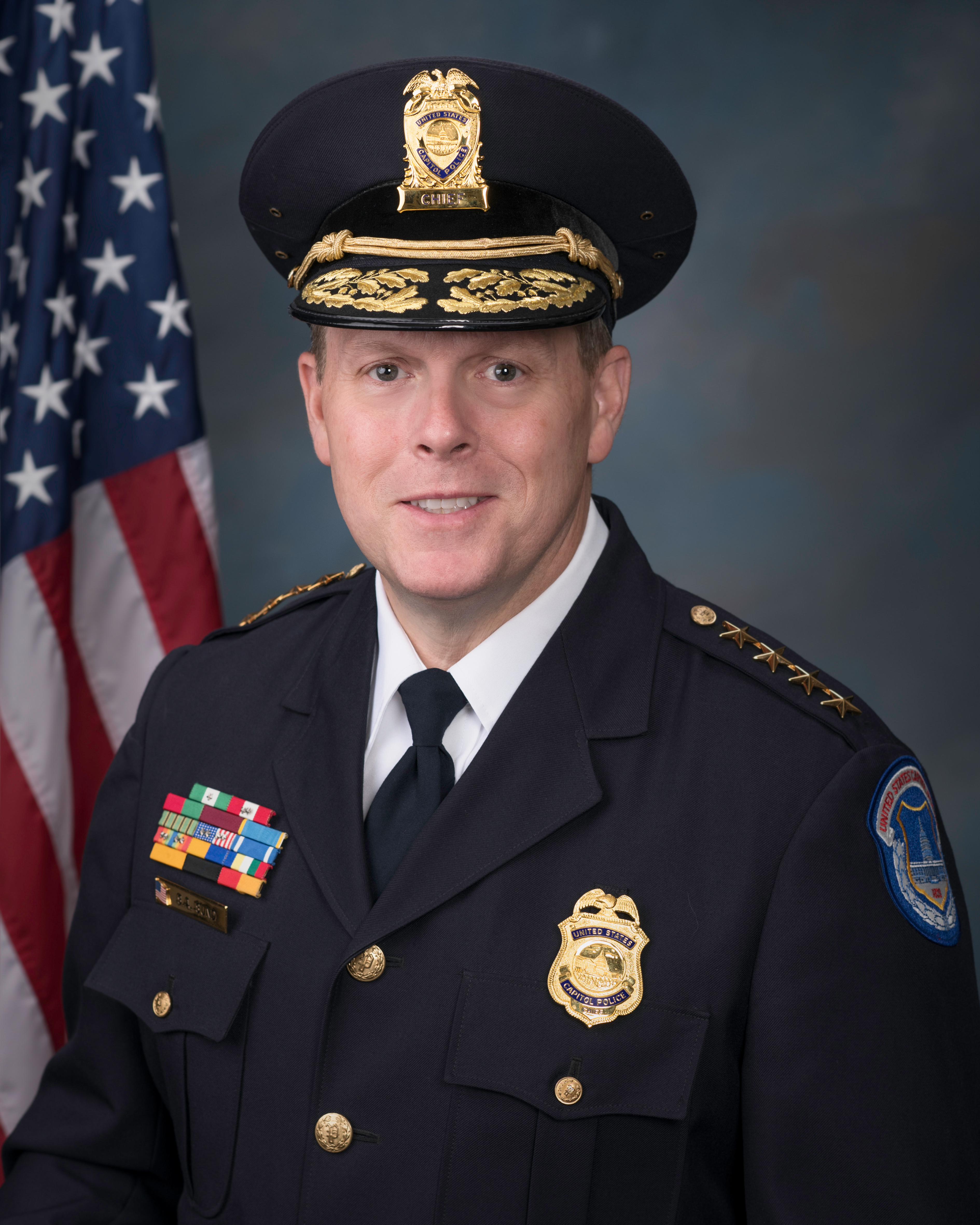
スティーブン・サンド

下院議長ペロシは7日の記者会見で「警官の多くは勇敢に行動した」と指摘しつつ、議会警察警察長スティーブン・サンドについては騒動後に「私に電話すらしてこない」と批判し、下院警備局長の辞任を明らかにしたうえで、彼にも辞任を要求、サンドは同日に辞職を表明した。防護及び情報運用担当警察長補佐ヨガナンダ・ピットマンが代理を務める。また民主党上院院内総務シューマーはポリティコ紙（電子版）に、上院警備局長を解任する考えを表明している。
2月1日、スティーブン・サンド前議会警察長はナンシー・ペロシ下院議長に対する書簡を出し、合衆国議会警察に落ち度はなく、また州兵の援助を求めたところ、14時28分に陸軍の中将のウォルター・E・ピアットは「州兵が議事堂を背景に列をなす光景は好きじゃない」(“I don’t like the visual of the National Guard standing a line with the Capitol in the background.”)などと発言し、最初の要請の4時間半、更に議事堂警察委員会での承認後の3時間半に渡って州兵の援助を受けられなかったと主張した。
上院は2月12日に、上院を暴徒から守ったとして、ミット・ロムニー上院議員が暴徒の方向へ行くのを防いだりなどした合衆国議会警察のユージン・グッドマンに議会名誉黄金勲章を与えることを全会一致で決議した。
3月3日、コロンビア地区州警備隊の司令官であるウィリアム・J・ウォーカーは、上院への説明で合衆国議会警察長のスティーブン・サンドから最初に直接の出動要請があった13時49分から、出動準備をしていたのにも関わらず、最終的にクリストファー・ C・ミラーら国防総省から承認されるまで3時間19分かかったと述べた。

### バイデン承認に反対した議員への政治献金停止
事件を受けて、実業界ではバイデン当選認定に反対した連邦議会議員への政治献金停止の動きが強まっている。
ホテルチェーン大手マリオット・インターナショナルは10日「合法的で公正な選挙を阻害する米議会での破壊的な出来事を考慮し、選挙結果の認定に反対票を投じた議員に対する政治活動委員会からの献金を停止する」と声明。独立系の保険会社36社で構成されるブルークロス・ブルーシールド協会（BCBSA）も同日「今週の米議会に対する暴力的で衝撃的な攻撃や、一部議員が11月の大統領選の結果を覆すため、選挙人投票に異議を唱えたことを踏まえ、民主主義を阻害しようとしたこれらの議員への献金を停止する」と声明した。JPモルガン・チェースも同日、政治活動委員会からの政治献金を少なくとも今後6カ月間、全面的に停止すると発表した。シティグループもバイデン承認に反対した共和党上院議員ジョシュ・ホーリーに献金していたことを発表したうえで「われわれは法の支配を尊重しない候補者を支持しない。今四半期に（ホーリーへの）献金を停止する意向だ。米国が政権移行を経て、このような出来事を乗り越え、より強く、より団結することを期待する」と声明した。小売大手ウォルマートは、選挙が行われる度に「政治献金に関する戦略の精査・調整に向けた見直しを実施している。今後数カ月の間に実施する見直しで、今回の出来事を考慮に入れる」と声明した。11日にはAmazon.comも「合法で民主的プロセスを阻害しようとする容認できない試みを考慮し、アマゾンの政治活動委員会は米大統領選の結果を覆そうとした議員のいずれへの献金も停止する」としてバイデン勝利認定に反対した議員への献金を停止することを発表した。
一方、自動車大手フォード・モーターなどは献金に関する変更については決定していないとしている。

### 就任式

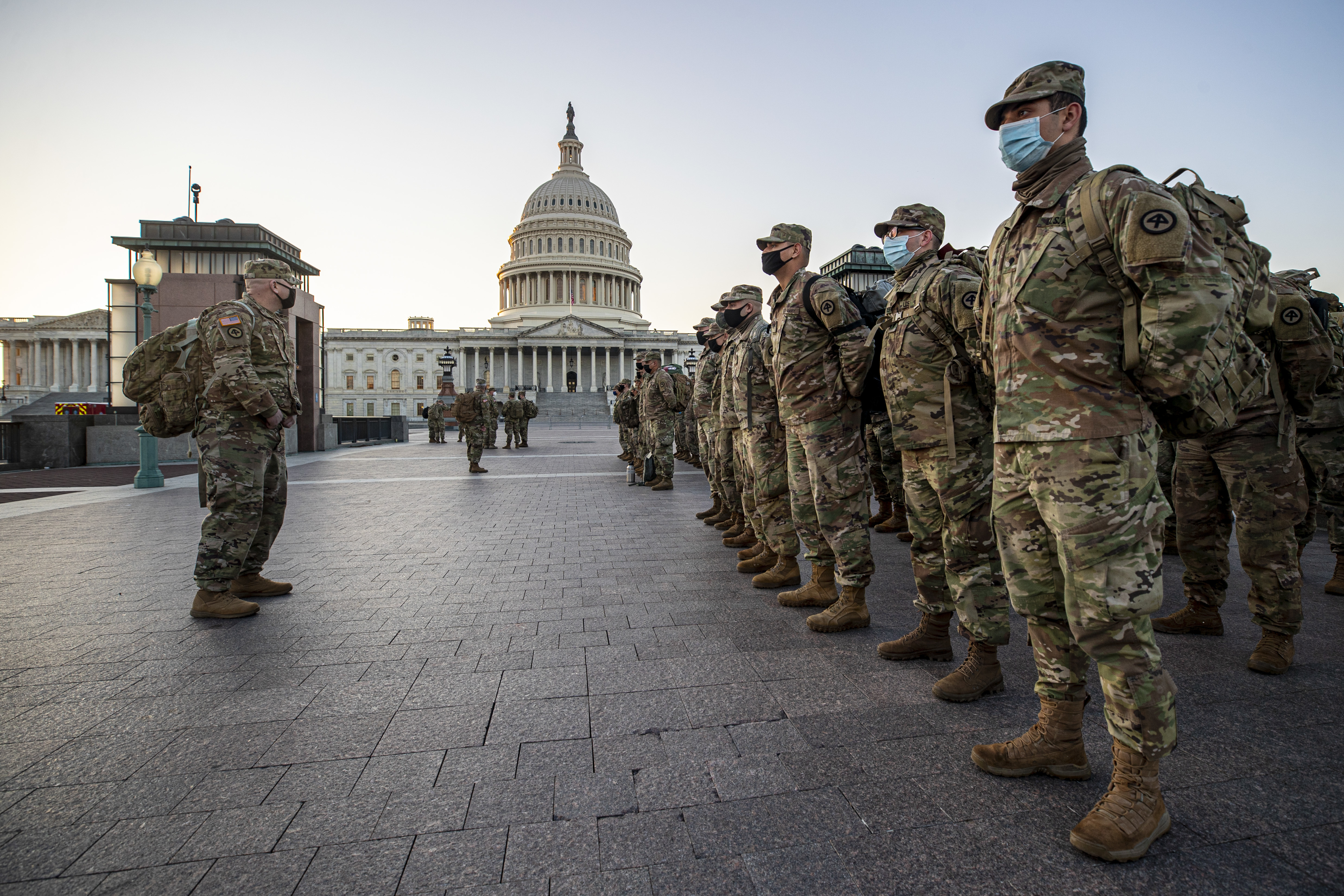
連邦議会議事堂を警備する州兵 (2021年1月12日)

連邦議会議事堂襲撃事件を受けて、新大統領就任式では議事堂周辺でのデモを警戒し、ワシントンD.Cでも25000人の州兵による警備体制を敷き、暴力行為などの混乱に備える予定でいる。
FBIのミネアポリス駐在事務局は、就任式の前後に全米50州の州議会議事堂で極右集団のブーガルー運動といった武装集団によるデモの可能性について2020年12月29日の状況情報報告書で警告している。テキサス州とケンタッキー州は16日、17日から州議会の議事堂を閉鎖した上で敷地内への立ち入りも禁じると発表した。オハイオ州とカリフォルニア州では州議事堂の警備に1000人の、ペンシルヴェニア州では約450人の州兵を動員し、ミシガン州では州議事堂をフェンスを設置すると表明した。また、ニュージャージー州は職員に対して就任式当日は在宅勤務するよう指示した。
就任式までの期間には就任式防衛線が引かれ、キャピトルヒル周辺は大規模な駐車制限、道路封鎖、立ち入り制限などがなされた。またワシントンメトロは、1月15日から21日かけて、安全区域内での電車・バスのサービスの提供を中止し、11〜13の駅は通過して地下鉄を運行する事を発表した。
一方のトランプ支持者側は就任式の前に首都ワシントンと50州の州都で武装行動を呼びかける檄文をSNSで発しており、これを受けたFBIは全国の警察に警告を発した。ただし、一部のトランプ支持者は連邦議会襲撃も政府の潜入捜査官や左翼による罠だったと主張し、武装行動も同様の罠であるためこれに参加しないように呼びかけている。またFacebookは1月15日に、就任式まではホワイトハウス、議事堂、州議会の近くで行われると予定されるか、米国内で行われるが、米国に拠点がないものによって作られるFacebook eventsは全てブロックすると発表した。更にAirbnbは2021年1月第三週 (17-23)に予約されたワシントンD.Cでのすべての宿泊予約を新大統領就任式の安全対策の面から急遽取り消し、ヘイトグループに所属している者や連邦議会議事堂襲撃事件に参加していたユーザーのアカウントを凍結した。

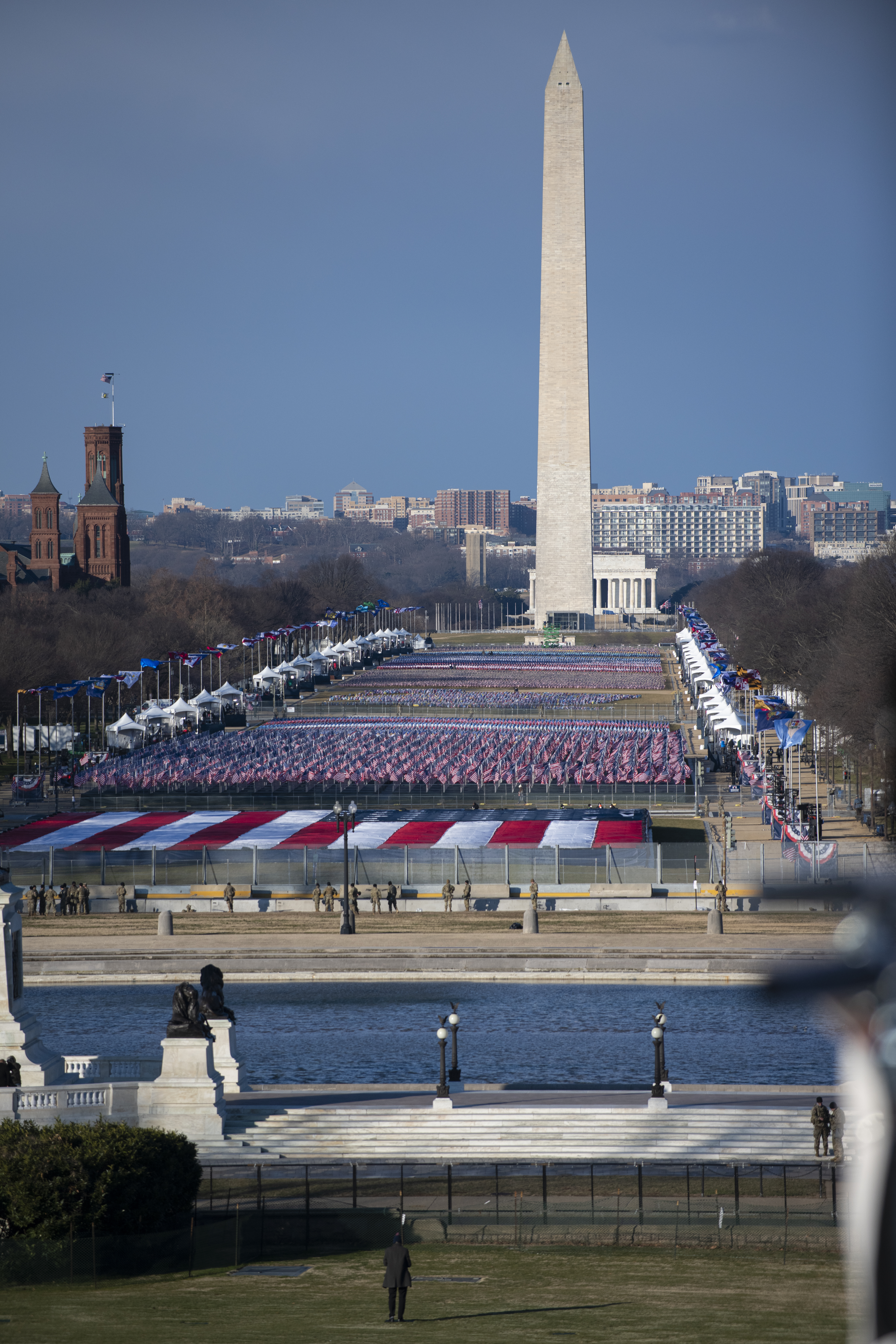
2021年1月20日のナショナル・モール

就任式当日には、通例なら多くの聴衆が集まるナショナル・モールには、Covid-19と厳戒体制により来ることが出来なかったアメリカ国民を象徴する20万もの星条旗が立てられた。
就任式後も州兵の展開は続いており、ジョー・バイデン大統領の議会演説を狙った民兵の攻撃と、Qアノンによる攻撃を警戒して3月中旬まで5000人が展開される予定。Qアノンは憲法修正第14条によって”sovereign citizens”が”federal citizens”に変更されたという信条に基づくSovereign citizen movementの主張を主にベースとして、ドナルド・トランプは憲法修正第14条以後の修正である憲法修正第20条施行前の就任日である3月4日を以て大統領に就任するという予言を広めている。

### 3月4日下院休会
前述のように3月4日の議事堂襲撃の可能性が指摘されていたが、合衆国議会警察は3月3日、Qアノンによって大統領就任日だと主張されている3月4日に、ミリシアによる議事堂襲撃計画がある可能性があると発表し、これをうけて下院は3月4日の審議を中止することを決めた。上院は特に計画の変更はない。3月4日当日、大きな混乱はなく、大規模な集団がワシントンD.C.へ向かっているのも確認されていない。

### ANTIFA陰謀論
トランプ支持派の弁護士リン・ウッドは6日にツイッター（凍結前）にANTIFA系ブログ「phillyantifa.org」のURLが添えられた男性の写真を投稿し、「きょう連邦議会に暴力的に突入し、危害と損害を与えたのはトランプ氏の支持者ではなく、ANTIFAであったことを示す決定的証拠写真。だまされてはいけない。トランプ氏の支持者は平和的だ。過去数か月にわたり私たちの街で暴力を生み出しているのはANTIFAだ」と書き込んだ。しかし写真は実際にこのブログで2018年9月に投稿されたものではあるが、それはこの男性がANTIFAに関与しているためではなく、ANTIFAが敵視する右派グループの情報として投稿されたものであった。この写真が付けられた投稿では、この男性は「メリーランド・スキンヘッズ（Maryland Skinheads）の創設者で、長年ネオナチとして活動しており、ここ数年は自身のイメージ回復に取り組んでいる」と紹介されている。
日本の右派系政治まとめサイト「アノニマスポスト」が、統一協会系の『ワシントン・タイムズ』 とそれを引用した法輪功系の『大紀元時報 （エポックタイムズ）』 を引用して「退役軍人はワシントンタイムズに、XRVision社がそのソフトウェアを使用して抗議者の顔認識を行い、2人のフィラデルフィアのANTIFAメンバーを（侵入した）上院内の2人の男性と照合したと語った」という情報を拡散し、その結果、日本の右派層の間で“極左団体ANTIFAがトランプ支持者に成りすまして連邦議会を襲撃した”という陰謀論が出回った。しかし提供企業XRVision社はこれを否定し、報じた『ワシントン・タイムズ』に対して抗議を行い、同紙はネット上の記事を差し替え「この記事の以前のバージョンでは、XRVision社の顔認識ソフトが水曜日に国会議事堂を襲撃した暴徒の中からANTIFAのメンバーを特定した、と記載しましたが間違っていました。XRVisionはANTIFAのメンバーを特定しておらず、弊紙はXRVisionに謝罪しました」として取り消している。アメリカのファクトチェックサイト「ポリティファクト」や「ザ・ヒル」もANTIFA陰謀論を「False（誤り）」と判定している。なおXRVision社は実際に特定できた人物は、ANTIFAではなく、ネオナチ組織のメンバーと、極右系陰謀論集団「Qアノン」の支援者だったことを明らかにしている。
しかし琉球新報、沖縄タイムスを正す県民・国民の会の代表でジャーナリストを自称する我那覇真子は、なおも連邦議会議事堂襲撃事件で一部の抗議デモ参加者にANTIFAがいたと主張している。
ウィスコンシン州選出の上院議員ロン・ジョンソンは、2月23日に開かれた襲撃事件に関する上院審問で、シンクタンクCenter for Security Policyに勤める著者によるThe Federalist上の、トランプ支持を装う者やANTIFAなどの左翼によって集会が暴力的になった事を主張する記事 を取り上げ、工作員による襲撃事件の扇動・でっち上げを主張した。
2月25日の逮捕者は、ANTIFAのような格好をした上で議会襲撃に参加して、警察に暴行を行うなどしたが、ANTIFAだったので逮捕されなかったと、兄弟などに送ったメッセージで主張し、また「赤い帽子(MAGAハット)を被った時だけ警察からペッパー弾をかけられた」と言い、ANTIFAが警察に警護されるのを見たとも主張したと報道された。

### COVID-19への懸念

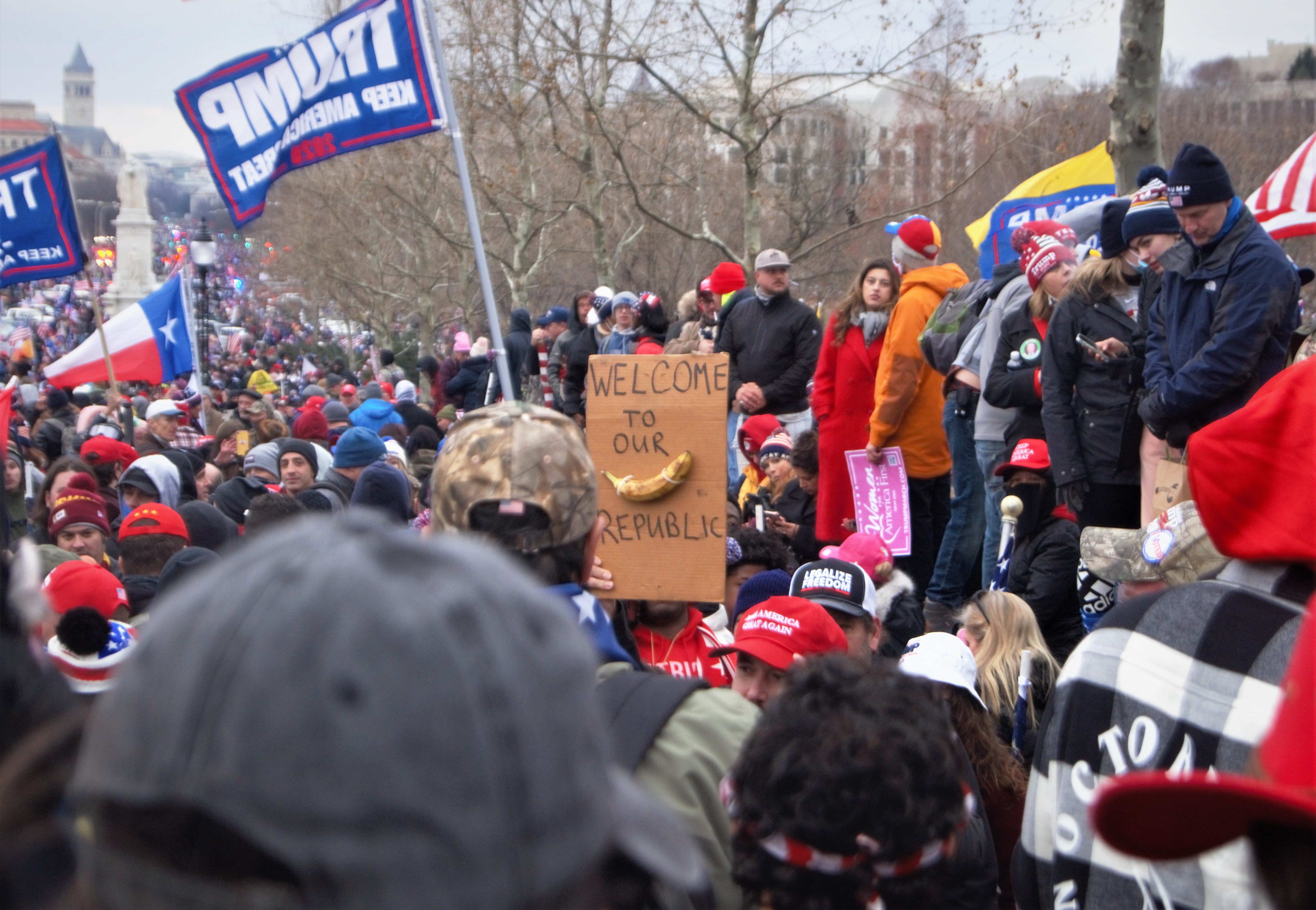
見てのとおりマスクを着用している者が少なく、ソーシャルディスタンスの確保も不十分である

抗議デモ参加者の中でマスクを着用している者が少なかったことから、大声での叫び声による飛沫感染とそれにともなうクラスター感染が懸念される。カリフォルニア大学サンフランシスコ校感染症専門家のチャールズ・チウ（Charles Chiu）は、ウイルスの感染力が強くなる連邦議会議事堂の建物内に侵入した抗議デモ参加者らは、議事堂の敷地外で待機していた抗議デモ参加者らに比べて新型コロナウィルスに感染する危険性が非常に高いと述べた。またチウは暴徒化した抗議デモ参加者の多くが異なる州から来ており無症状であることが判明する可能性もあることから、感染事例を追跡することが非常に難しいと指摘した。参加者の中には先日抗体検査テストを受けた極右のティム・ジオネット（Tim Gionet）も含まれており、また2020年12月にイギリスで発見された新型コロナウィルスの変異種がアメリカの各地で確認されていることから、抗議デモ参加者はいっそう新型コロナウイルス感染症に罹患する危険性があるとボストン大学物理感染症専門家のジョシュア・バロカス博士（Dr. Joshua Barocas）は警鐘を鳴らした。
なお襲撃当時、会議室に集まっていた400人ほどの議員とスタッフのうち少なくとも十数人は、マスクが提供されたのにもかかわらず着用するのを拒否したり、かけていたとしてもあごの下に着用していた、とペンシルヴェニア州民主党党員のスーザン・ワイルド代議士は述べた。ワイルドによると、議員はすぐに混雑した会議室に集まり、十分なソーシャルディスタンスを保っていなかったという。議員の何人かはマスクをせず、また別の何人かは緊張が高まったことによりお互いに怒鳴り合っていたという。

### 独立調査委員会の設置
2月15日、ナンシー・ペロシ下院議長は議会による独立調査委員会を設置する方針を発表した。アメリカ同時多発テロ事件の際に設置された独立調査委員会9/11 Commissionをモデルにするという。この原案は上院で成立しなかったため、
2021年6月30日、下院はUnited States House Select Committee on the January 6 Attackを創設する事を可決し、7月1日、ナンシー・ペロシはメンバーを決めた。当時の政府関係者など多くが召喚され、ドナルド・トランプとは当時のホワイトハウスの情報へのアクセスをめぐり法廷闘争に発展している。

### 上院による調査
2021年6月8日、上院は議会襲撃に関する報告書を発表し、ドナルド・トランプ前大統領による直接の関与には言及しなかったものの、事前に入手していた情報を議会警察が活用できなかったと指摘した。

### 国内過激派対策
バイデン政権は国内の過激派が国家安全の脅威になっているとして、1月22日、アメリカ合衆国国家情報長官事務局に、FBIと国土安全保障省と連携して国家の脅威について調査する様に指示した。国土安全保障省は2月25日、連邦緊急事態管理庁からの予算のうち、国内の暴力過激派に対処するために7700万ドルを確保すると発表した。またFBI Agents Associationは、声明を発表し、議会は早急に国内テロリズムを連邦犯罪にする法律を成立させるべきで、それは如何なるイデオロギーや人間であろうと、政治的な暴力は受け入れられない事をはっきりさせるのに役立つ必要な行動だと主張した。

### トランプの刑事訴追
2023年8月1日、ワシントン連邦地裁の大陪審は、選挙結果を覆すために公的手続きの妨害を共謀したなどとする4つの罪でトランプを起訴した。起訴状によると、トランプは大統領選後、実際には不正はなかったと知りながら虚偽の不正主張を継続。側近の個人弁護士や政治コンサルタントらと共謀し、アリゾナやジョージアなど複数の州の高官や議員に対し、不正な手段で選挙結果を覆すよう働きかけた。また、議会による選挙結果の確定手続きを覆すため、支持者に議会へ向かうよう扇動。これを受けて一部の支持者が議会に乱入し手続きを妨害した。

## ワシントンD.C.以外での出来事

### アメリカ国内
ラスベガスや、ロサンゼルスでも抗議デモ運動が波及した。

### カナダ
カナダのトロント、バンクーバー、カルガリーにて数十人がトランプを支持する集会を行った。バンクーバーの集会ではカナダ放送協会の報道写真家であるベン・ネルムス (Ben Nelms)が抗議デモ参加者に暴行される事件が起きた。

### 日本
日本の東京ではトランプ支持者の数百人の人々が集結し、米国旗と旭日旗を掲げて抗議デモを行った。この集会は宗教団体である幸福の科学の後援によって行われ、東京でのデモの数時間前にワシントンD.C.でもデモが行われた。

### ニュージーランド
ニュージーランドでは、ウェリントンのニュージーランド議会敷地外で陰謀論信者とニュージーランド公共党党首のビリー・テ・カヒカ率いる"自由の会 (freedom rally)"がトランピズムを象徴するバナーと旗を掲げて抗議デモ活動を行った。また、テ・カヒカと自由の会参加者らは新型コロナウイルスに対する都市封鎖や1080の使用、 水道水フッ化物添加、"中国共産党"、国際連合について否定的な表明をしている。

## 大統領に再就任したトランプによる恩赦
2025年1月20日に大統領に再就任したドナルド・トランプは議事堂襲撃事件で起訴された参加者のほぼ全員となる1500人余に恩赦を与えた。これにより、極右団体プラウド・ボーイズのエンリケ・タリオ元代表（禁錮22年）、極右団体オースキーパーズ創設者のスチュワート・ローズ（禁錮18年）は21日に釈放された。

## 関連作品
- 連邦議会襲撃事件 緊迫の4時間（本事件のドキュメンタリー映画）